# 제2차 세계 대전 기간 소련

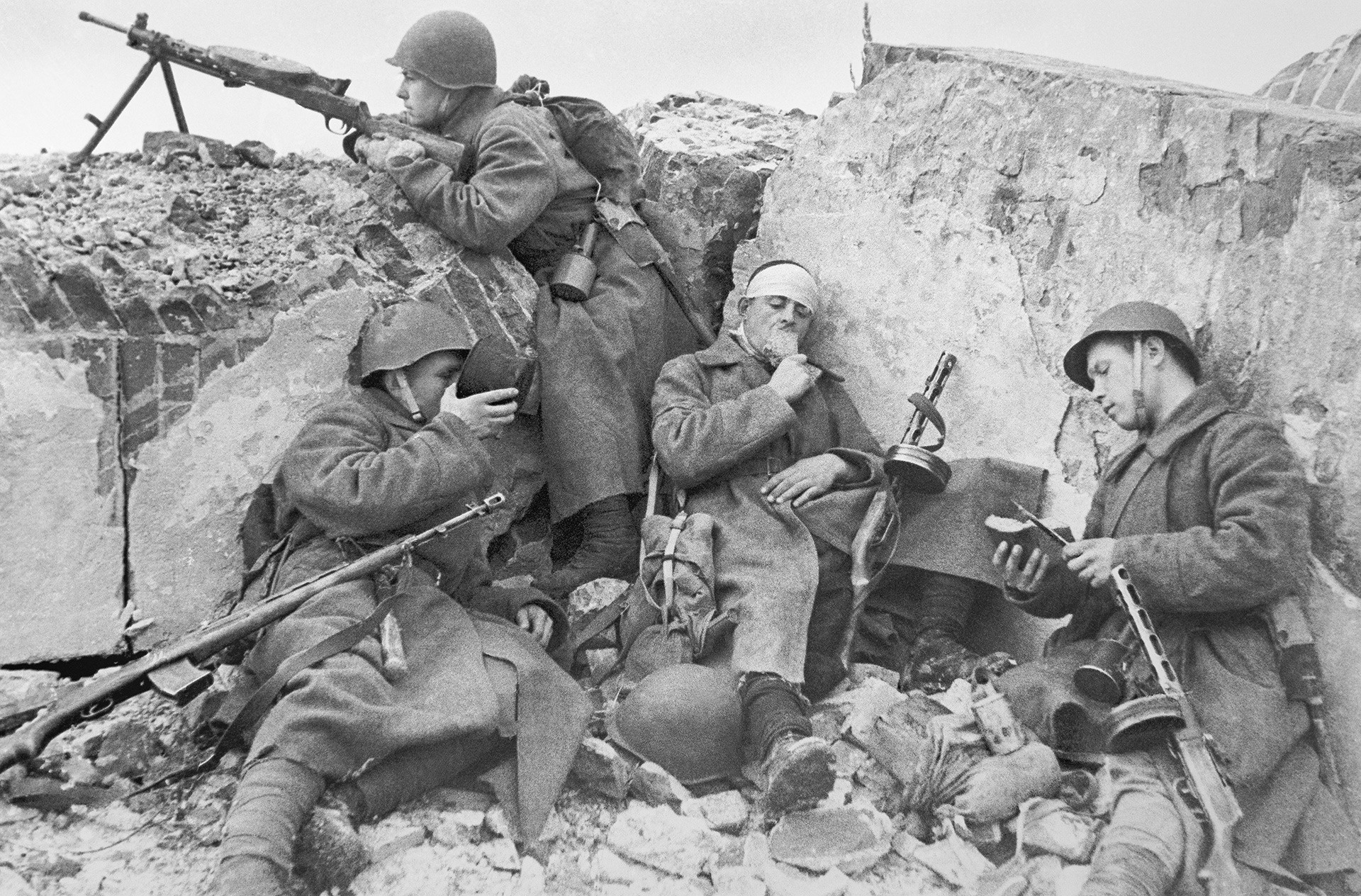
스탈린그라드에서 전투 후 잠시 휴식을 취하는 소련 병사들

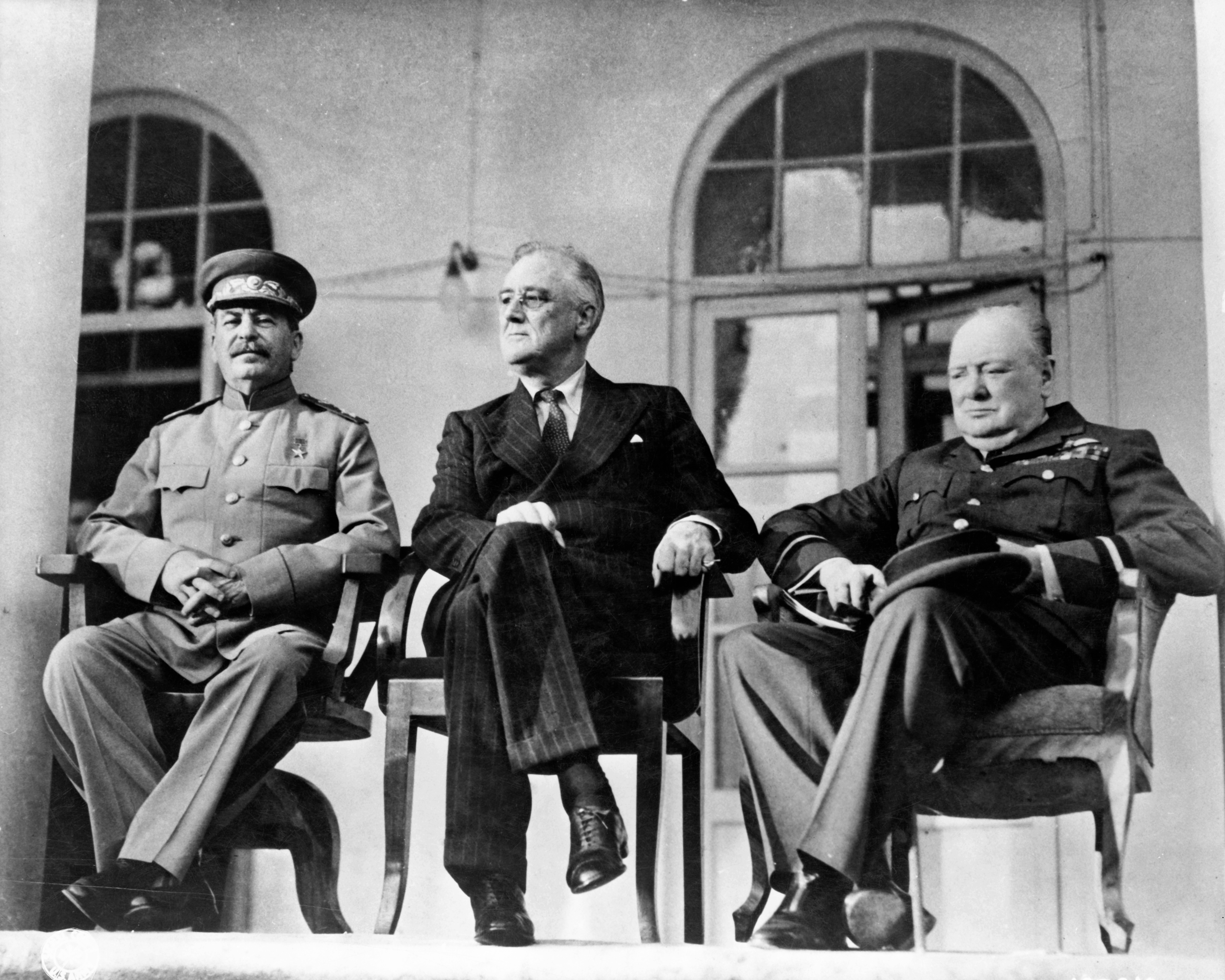
왼쪽에서 오른쪽으로: 이오시프 스탈린, 프랭클린 D. 루스벨트와 윈스턴 처칠이 1943년 테헤란 회담에서 만나는 모습

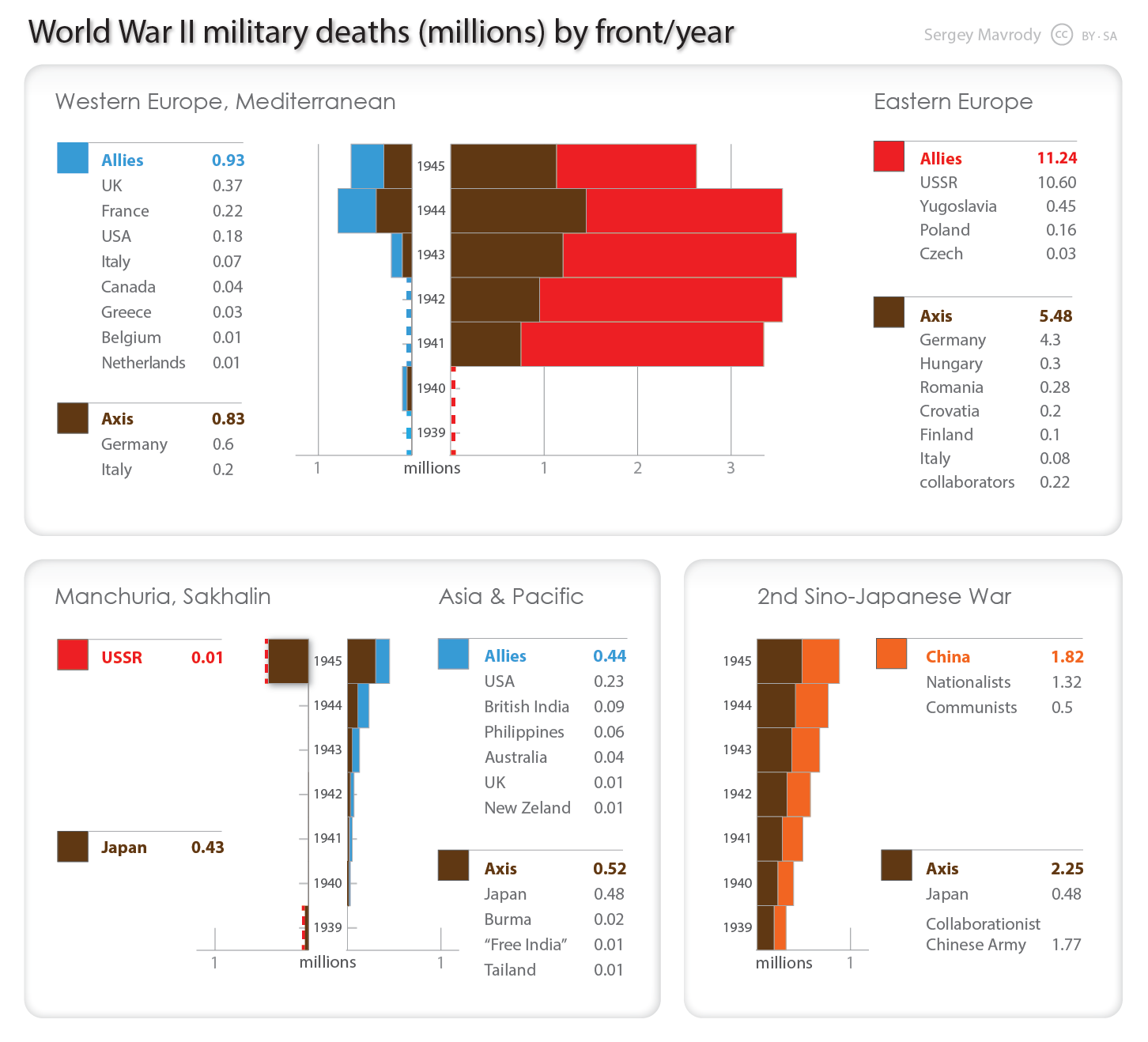
극장과 연도별 제2차 세계 대전 유럽 및 아시아 군사 사망자 수

뮌헨 협정 이후 소련은 나치 독일과의 라프로슈망을 추구했다. 1939년 8월 23일, 소련은 독일과 불가침 조약을 체결했는데, 여기에는 동유럽을 독일과 소련의 세력권으로 나누는 비밀 의정서가 포함되어 있었고, 이들 국가의 잠재적인 "영토 및 정치적 재편성"을 예견했다. 독일은 1939년 9월 1일 폴란드를 침공하여 제2차 세계 대전을 시작했다. 소련은 9월 17일 폴란드 동부를 침공했다. 핀란드와의 겨울 전쟁 이후, 소련은 핀란드로부터 영토를 할양받았다. 이어서 발트 3국과 루마니아 일부를 합병했다.
1941년 6월 22일, 아돌프 히틀러는 역사상 최대 규모의 침공군으로 소련을 침공하는 바르바로사 작전을 개시하여 역사상 가장 큰 전투와 가장 끔찍한 잔학 행위를 불러일으켰다. 이 공세는 세 개의 육군 집단으로 구성되었다. 레닌그라드시는 포위되었고, 다른 주요 도시들은 독일에 함락되었다. 초기 성공에도 불구하고, 독일의 공세는 모스크바 공방전에서 중단되었고, 소련은 반격에 나서 독일군을 후퇴시켰다. 바르바로사 작전의 실패는 독일의 운명을 뒤바꾸었고, 스탈린은 연합군의 전쟁 기계가 결국 독일을 격퇴할 것이라고 확신했다. 소련은 스탈린그라드 전투와 쿠르스크 전투와 같은 추축국의 공격을 격퇴했는데, 이는 전쟁의 전환점이 되었다. 서방 연합군은 무기대여법과 항공 및 해군 지원 형태로 소련에 지원을 제공했다. 스탈린은 윈스턴 처칠 및 프랭클린 D. 루스벨트와 테헤란 회담에서 만나 독일과의 양면 전쟁과 전쟁 후 유럽의 미래에 대해 논의했다. 소련은 영토 손실을 만회하기 위해 성공적인 공세를 시작했고 베를린으로 진격하기 시작했다. 독일은 베를린이 함락된 후 1945년 5월 무조건 항복했다.
소련군의 주요 전투는 동부 전선에서 벌어졌는데, 여기에는 핀란드와의 계속 전쟁도 포함되었다. 그러나 1941년 8월 영국과 함께 이란을 침공하기도 했다. 소련은 나중에 1945년 8월 만주 침공으로 시작된 일본과의 전쟁에 참전했다. 그들은 1941년에 불가침 조약을 체결하기 전인 1939년까지 일본과 국경 분쟁을 겪었다. 스탈린은 1943년 테헤란 회담과 1945년 2월 얄타 회담에서 독일이 패배하면 일본과의 전쟁에 참전하기로 서방 연합국과 합의했다. 소련의 일본과의 전쟁 참전과 미국의 원자폭탄 투하는 일본의 항복으로 이어졌고, 이는 제2차 세계 대전의 종전을 알렸다.
소련은 전쟁에서 가장 많은 사상자를 냈으며, 2천만 명 이상의 시민을 잃어 제2차 세계 대전 전체 사상자의 약 3분의 1에 달했다. 소련 국민에 대한 전체 인구 손실은 훨씬 더 컸다. 독일의 게네랄플란 오스트는 절멸을 통해 독일을 위한 더 많은 레벤스라움(직역: '생활 공간')을 창출하는 것을 목표로 했다. 약 350만 명의 소련군 포로가 의도적인 학대와 잔학 행위로 독일 포로수용소에서 사망했으며, 소련 유대인을 포함한 수백만 명의 민간인이 홀로코스트로 살해되었다. 그러나 막대한 희생을 치르고 소련은 세계적인 초강대국으로 부상했다. 소련은 동유럽에 종속적인 공산주의 정부를 수립했고, 미국 및 서방 동맹국과의 긴장은 냉전으로 알려진 상황으로 발전했다.

## 독일-소련 불가침 조약

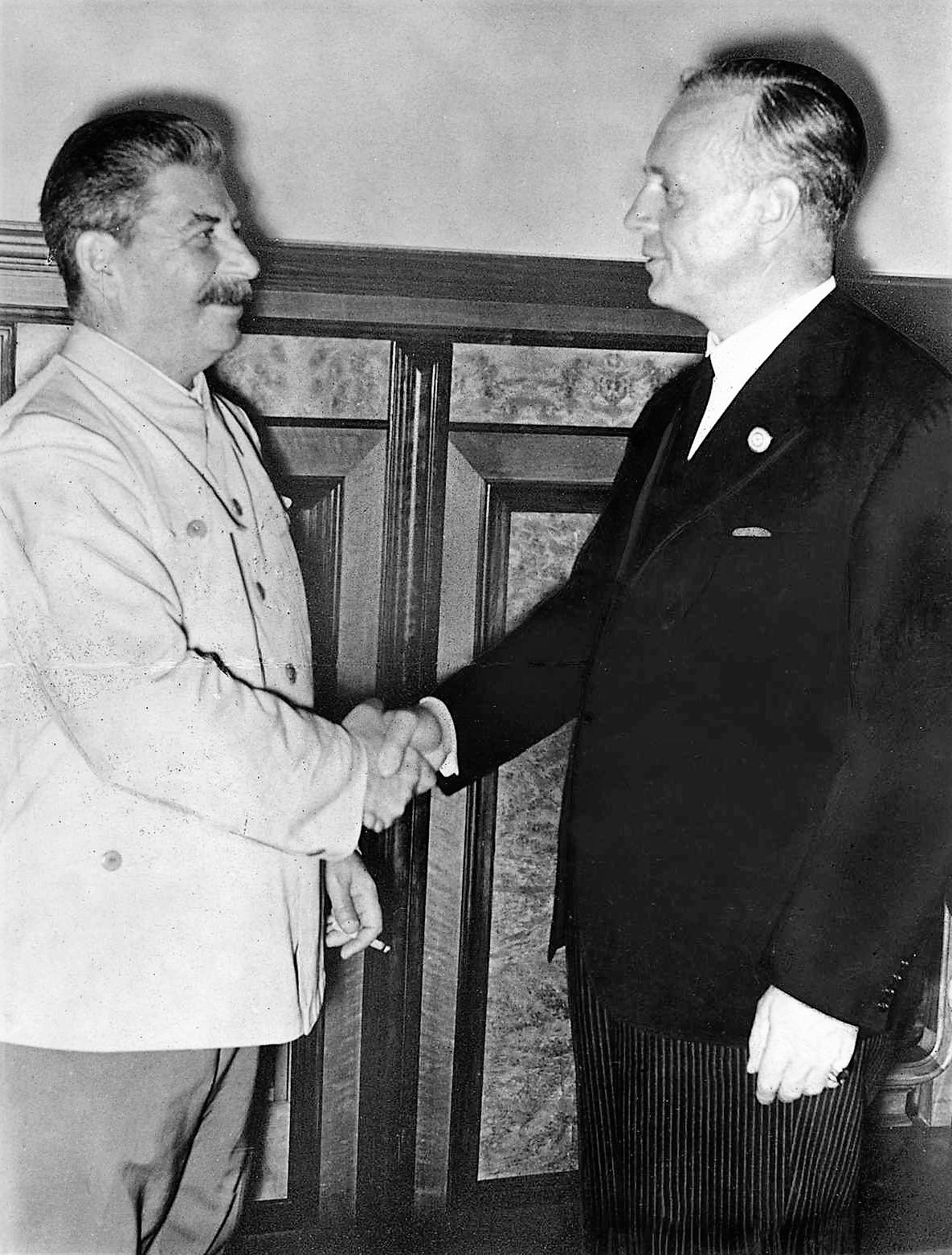
1939년 8월 23일 독일-소련 불가침 조약 조인식에서 스탈린과 리벤트로프.

1930년대에 소련 외무장관 막심 리트비노프는 나치 독일에 대항하여 서방 세력과의 집단안전보장이라는 공식 소련 정책의 선두적인 목소리로 부상했다. 1935년에 리트비노프는 히틀러의 팽창을 억제하기 위해 프랑스 및 체코슬로바키아와 상호 원조 조약을 협상했다. 체코슬로바키아 일부를 나치 독일에게 넘겨준 뮌헨 협정 이후, 서방 민주주의 국가들의 유화정책은 소련이 독일과의 라프로슈망으로 외교 정책을 재정립하게 했다. 1939년 5월 3일, 스탈린은 반독일 입장을 견지했던 리트비노프를 해임하고 뱌체슬라프 몰로토프를 임명했다.
1939년 8월, 스탈린은 독일과 불가침 조약을 체결하자는 히틀러의 제안을 수락했으며, 이는 소련 측의 뱌체슬라프 몰로토프와 독일 측의 요아힘 폰 리벤트로프 외무장관에 의해 협상되었다. 공식적으로는 단순한 불가침 조약이었지만, 8월 23일에 체결된 비밀 의정서는 동유럽 전체를 독일과 소련의 세력권으로 분할했다. 소련은 해체 시 폴란드 동부 지역(주로 우크라이나인과 벨라루스인 거주)을 약속받았고, 독일은 라트비아, 에스토니아, 핀란드를 소련의 세력권으로 인정했다. 1939년 9월 두 번째 비밀 의정서에서 리투아니아가 추가되었다. 조약의 또 다른 조항은 당시 루마니아 영토였던 베사라비아가 몰도바 SSR에 합병되어 모스크바의 통제하에 몰도바 SSR이 된다는 것이었다.
이 조약은 1939년 8월에 잠재적인 프랑코-영국-소련 동맹에 대한 소련군 회담이 결렬된 지 이틀 만에 체결되었다. 정치적 논의는 8월 2일에 중단되었는데, 몰로토프는 발트 3국에 대한 보장 문제로 회담이 교착 상태에 빠진 후 몰로토프가 주장한 군사 회담이 8월 11일에 시작된 후 8월 말까지 군사 회담에서 진전이 없으면 재개할 수 없다고 말했다. 동시에 소련과 7월 29일부터 비밀 협상을 시작한 독일은 영국과 프랑스보다 소련에게 더 좋은 조건을 제시할 수 있다고 주장했으며, 리벤트로프는 "발트해와 흑해 사이에 우리 둘이 해결할 수 없는 문제는 없다"고 주장했다. 독일 관리들은 영국과 달리 독일은 소련이 방해받지 않고 개발을 계속할 수 있도록 허용할 수 있으며, "독일, 이탈리아, 소련의 이데올로기에는 서방의 자본주의 민주주의에 대한 반대라는 공통 요소가 있다"고 말했다. 그 시점에 몰로토프는 영국-독일 협상에 대한 정보와 프랑스 주재 소련 대사관의 비관적인 보고서를 입수했다.

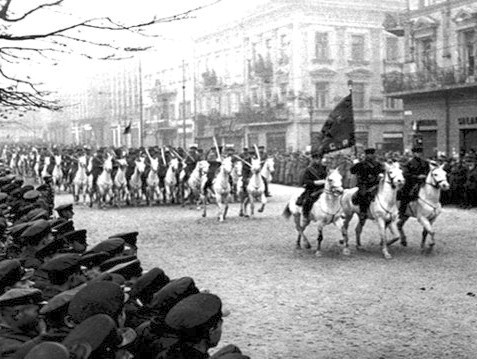
1939년 소련의 폴란드 침공 당시 도시가 항복한 후 르비우 (당시 르부프)에서 퍼레이드를 하는 소련 기병대

스탈린의 붉은 군대 병력의 폴란드와 루마니아 통과 요구(폴란드와 루마니아는 반대했다)에 대한 의견 불일치 이후, 8월 21일 소련은 회담에 소련 고위 인사의 부재가 소련군의 가을 훈련에 방해가 된다는 구실로 군사 회담 연기를 제안했지만, 주요 이유는 소련-독일 협상에서 진전이 이루어지고 있었기 때문이었다. 같은 날, 스탈린은 독일이 제안된 불가침 조약에 대한 비밀 의정서를 승인하여 폴란드, 발트 3국, 핀란드, 루마니아의 영토를 소련에 넘겨줄 것이라는 확신을 받았다. 그날 밤 스탈린은 히틀러에게 소련이 조약에 서명할 의사가 있으며 8월 23일에 리벤트로프를 만날 것이라는 전보를 보냈다. 더 큰 문제인 집단안전보장과 관련하여, 일부 역사가들은 스탈린이 이 원칙을 포기하기로 결정한 이유 중 하나는 뮌헨 협정에 진입하고 이후 독일의 체코슬로바키아 점령을 막지 못한 프랑스와 영국에 대한 그의 견해가 형성되었기 때문이라고 믿는다. 스탈린은 또한 이 조약을 히틀러와의 최종 전쟁에서 시간을 벌어 소련군을 강화하고 소련 국경을 서쪽으로 이동시키는 방법으로 보았을 수 있으며, 이는 그러한 전쟁에서 군사적으로 이점이 될 것이라고 생각했다.
조약 체결 밤 대부분을 스탈린과 리벤트로프는 세계 정세에 대한 우호적인 이야기를 나누고 영국이 얼마나 약한지에 대해 농담을 주고받았다(리벤트로프에게는 드문 일이었다). 심지어 둘은 방공 협정이 "영국 상인들"을 가장 겁먹게 했다고 농담하기도 했다. 그들은 건배를 주고받았고, 스탈린은 히틀러의 건강을 위해 건배를 제안했고 리벤트로프는 스탈린을 위해 건배를 제안했다.

## 동유럽 분할과 기타 침공

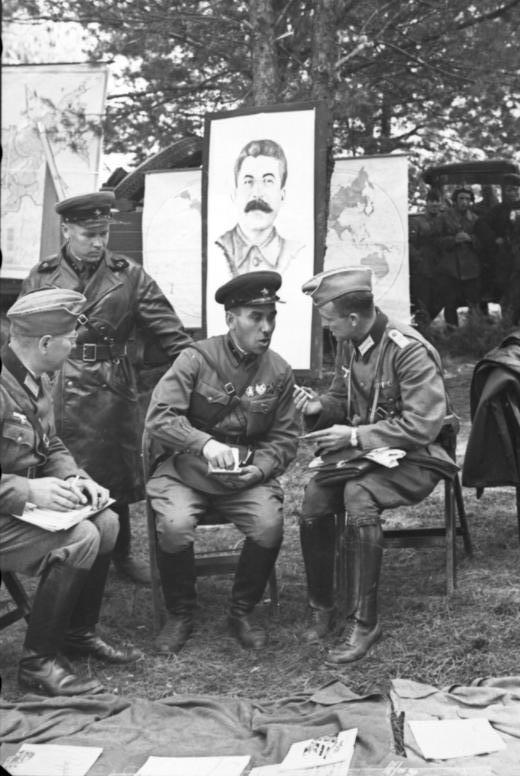
스탈린의 사진 앞에서 브레스트 퍼레이드에 참가한 독일과 소련 병사들

1939년 9월 1일, 폴란드 영토에 대한 독일의 동의된 부분 침공으로 제2차 세계 대전이 시작되었다. 9월 17일, 붉은 군대는 폴란드 동부를 침공하여 독일-소련 불가침 조약에 의해 할당된 폴란드 영토를 점령했고, 이어서 폴란드에서 독일군과 협력했다. 11일 후, 독일-소련 불가침 조약의 비밀 의정서는 수정되어 독일에 더 많은 폴란드 영토가 할당되었고, 리투아니아의 대부분은 소련에 양도되었다. 소련이 차지한 지역은 이른바 커즌선 동쪽에 위치했는데, 이는 1919년 파리 평화 회의 위원회에 의해 그려진 러시아와 폴란드 간의 민족지학적 경계선이었다.

1939년–1940년 동유럽 및 중앙 유럽의 계획 및 실제 영토 변화 (확대하려면 클릭)

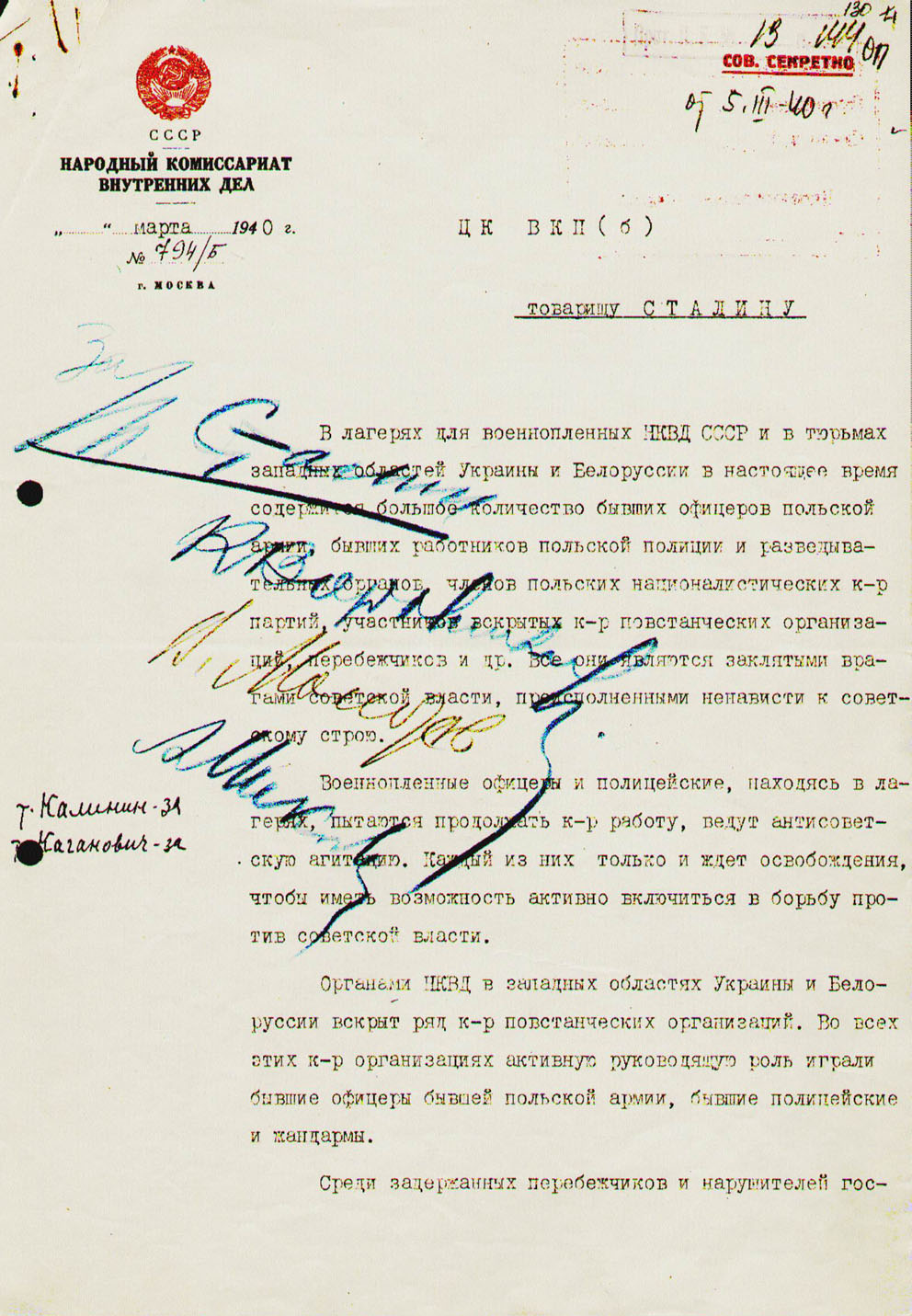
라브렌티 베리야가 스탈린에게 폴란드 장교 처형을 제안한 1940년 3월 5일 메모의 일부

1939년과 1940년 초에 약 30만 명의 폴란드 포로를 잡은 후, 내무인민위원부 장교들은 포로들에 대한 장시간 심문을 진행했는데, 이는 사실상 누가 죽임을 당할지 결정하는 선별 과정이었다. 1940년 3월 5일, 라브렌티 베리야가 스탈린에게 보낸 메모에 따라 소련 정치국 위원들(스탈린 포함)은 서명하고 22,000명의 군인과 지식인이 처형되었다. 그들은 "민족주의자 및 반혁명가"로 분류되어 점령된 서부 우크라이나와 벨라루스의 수용소와 감옥에 수감되었다. 이는 카틴 학살로 알려지게 되었다. 내무인민위원부의 수석 사형 집행인인 바실리 M. 블로힌 소장은 28일 밤 연속으로 6,000명의 체포된 폴란드 장교들을 직접 총살했는데, 이는 단 한 사람에 의해 기록된 가장 조직적이고 장기적인 대량 살인 중 하나로 남아있다. 29년 경력 동안 블로힌은 약 5만 명을 총살했으며, 이는 그를 기록상 가장 다작의 공식 사형 집행인으로 만들었다.
1939년 8월, 스탈린은 "발트 문제"를 해결하겠다고 선언했고, 그 후 리투아니아, 라트비아, 에스토니아에 "상호 지원" 조약을 체결하도록 강요했다.
1939년 11월, 소련은 핀란드를 침공했다. 핀란드의 방어 노력은 소련의 예상을 뒤엎었고, 막대한 손실과 헬싱키에 괴뢰 정부를 세우려던 실패한 시도 끝에 스탈린은 임시 평화를 통해 소련에게 카렐리야와 살라 일부(핀란드 영토의 9%)를 할양받는 데 합의했다. 이 전쟁에서 소련의 공식 사상자 수는 20만 명이 넘었으며, 소련 총리 니키타 흐루쇼프는 나중에 사상자가 100만 명에 달할 수도 있다고 주장했다. 이 작전 이후, 스탈린은 소련군의 훈련을 수정하고 선전 활동을 개선하기 위한 조치를 취했다.
1940년 6월 중순, 국제적인 관심이 독일의 프랑스 침공에 집중되었을 때, 소련 내무인민위원부(NKVD) 병력은 발트 3국의 국경 초소를 급습했다. 스탈린은 상호 원조 조약이 위반되었다고 주장하며, 각국에 새로운 정부를 구성하도록 6시간의 최후통첩을 보냈는데, 여기에는 크렘린궁이 제공한 내각 직책을 위한 인사 명단이 포함되어 있었다. 그 후 국가 행정부는 해체되고 소련 간부들로 교체되었으며, 이어 대규모 탄압이 뒤따랐다. 이 탄압으로 34,250명의 라트비아인, 75,000명의 리투아니아인, 거의 60,000명의 에스토니아인이 추방되거나 살해되었다. 의회 및 기타 공직 선거는 단일 후보 명단으로 치러졌으며, 공식 결과에 따르면 친소련 후보가 에스토니아 유권자의 92.8%, 라트비아 유권자의 97.6%, 리투아니아 유권자의 99.2%의 승인을 받았다. 그 결과 구성된 인민 의회는 즉시 소련 편입을 요청했고, 이는 승인되었다. 1940년 6월 말, 스탈린은 베사라비아와 북부 부코비나의 소련 합병을 지시하며, 이전에 루마니아 영토였던 이 지역을 몰도바 SSR의 일부로 선포했다. 그러나 북부 부코비나를 합병하면서 스탈린은 합의된 한계를 넘어섰다. 부코비나 침공은 독일과 합의된 소련의 세력권을 넘어섰기 때문에 조약을 위반한 것이었다.

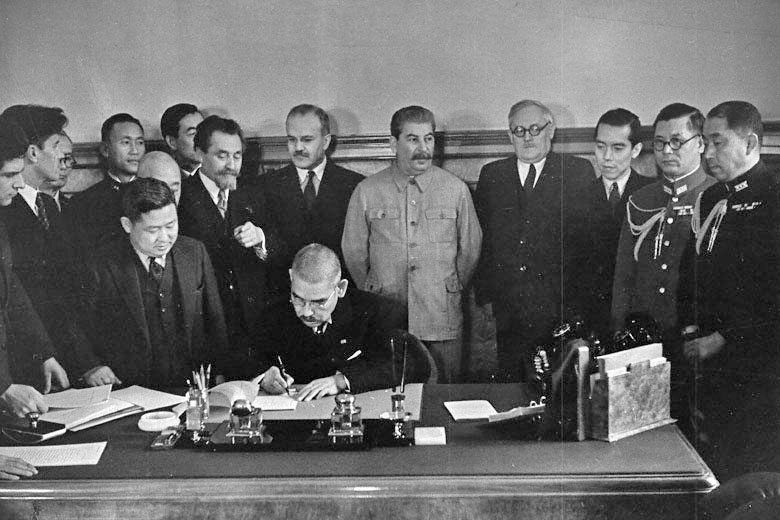
1941년 일본 제국과의 소련-일본 중립 조약 조인식에서 스탈린과 몰로토프

1940년 10월 추축국 독일, 일본, 이탈리아가 삼국 동맹 조약을 체결한 후, 스탈린은 리벤트로프에게 "상호 이익"을 위한 "영구적인 기반"에 대한 합의에 들어가는 것에 대해 직접 편지를 썼다. 스탈린은 몰로토프를 베를린으로 보내 소련이 추축국에 가입하고 잠재적으로 조약의 전리품을 누릴 조건을 협상하도록 했다. 스탈린의 지시에 따라 몰로토프는 튀르키예, 불가리아, 루마니아, 헝가리, 유고슬라비아, 그리스에 대한 소련의 이익을 주장했지만, 스탈린은 이전에 튀르키예 지도자들에게 영국 및 프랑스와 상호 원조 조약을 체결하지 말도록 직접 로비했지만 성공하지 못했다. 리벤트로프는 몰로토프에게 "소련의 영토적 열망의 초점은 아마도 소련 영토 남쪽에서 인도양 방향으로 집중될 것"이라는 진술이 담긴 또 다른 비밀 의정서에 서명해 달라고 요청했다. 몰로토프는 스탈린의 동의 없이는 이에 대해 "확실한 입장"을 취할 수 없다고 말했다. 스탈린은 제안된 의정서에 동의하지 않았고, 협상은 결렬되었다. 나중에 독일의 제안에 대한 응답으로 스탈린은 독일이 소련의 세력권에서 행동을 중단하면 소련이 추축국에 가입할 것이라고 말했다. 그 직후, 히틀러는 소련 침공 계획과 관련된 비밀 내부 지침을 발표했다.

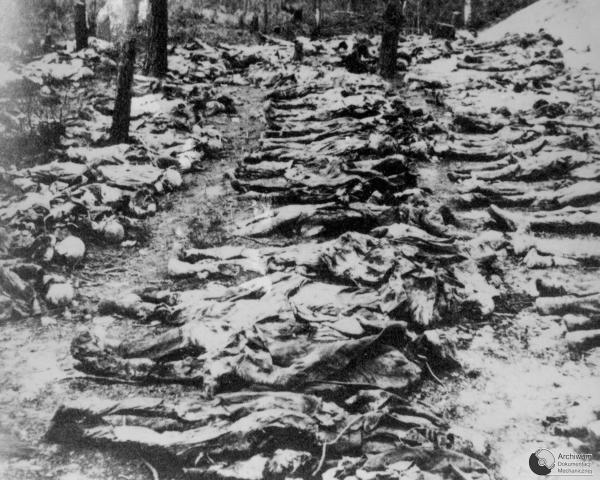
1943년 내무인민위원부가 1940년 카틴 숲에서 살해한 폴란드 장교들의 대량 무덤 발굴 사진

독일에 대한 평화적 의도를 보여주기 위해 스탈린은 1941년 4월 13일 일본과 중립 조약 체결을 감독했다. 포츠머스 조약 이후 러시아는 청나라의 붕괴로 인한 권력 공백이 있는 극동에서 세력권을 놓고 일본과 경쟁하고 있었다. 제3제국과의 독일-소련 불가침 조약과 유사하게, 소련은 일본 제국과 소련-일본 중립 조약을 체결하여 유럽 대륙과 극동 정복에서 소련의 세력권을 유지하고, 만주국을 외교적으로 인정한 몇 안 되는 국가 중 하나였으며, 유럽에서 독일의 침공과 아시아에서 일본의 침략을 허용했다. 그러나 할힌골 전투에서의 일본의 패배는 얄타 회담의 결과로 1945년 소련의 만주 침공 이전에 일시적인 합의를 위한 강제적인 요인이었다. 스탈린은 일본의 중립 약속에 거의 신뢰가 없었지만, 히틀러가 서유럽을 통제하고 소련이 동유럽을 통제하기 전에 군사적 대결에 앞서 독일과의 대중적 애정을 강화하기 위한 정치적 상징으로서 이 조약이 중요하다고 생각했다. 스탈린은 독일이 소련과 전쟁을 시작해야 하는지에 대해 독일 내부에서 점점 더 분열이 심화되고 있다고 느꼈지만, 히틀러의 추가적인 군사적 야망에 대해서는 알지 못했다.

## 조약의 종료
1941년 6월 22일 이른 아침, 히틀러는 바르바로사 작전, 즉 추축국의 소련 점령지와 소련 침공을 개시하여 동부 전선에서의 전쟁을 시작함으로써 조약을 종결시켰다. 침공 전, 스탈린은 독일이 영국을 격퇴하기 전까지는 소련을 공격하지 않을 것이라고 생각했다. 동시에 소련 장군들은 스탈린에게 독일이 국경에 병력을 집중시켰다고 경고했다. 독일 주재 소련 고위 스파이 두 명인 "스타르시나"와 "코르시카네츠"는 독일의 공격 준비 증거가 담긴 수십 건의 보고서를 모스크바에 보냈다. 추가적인 경고는 리하르트 조르게로부터 왔는데, 그는 도쿄에서 독일 언론인으로 위장하여 활동하던 소련 스파이로, 일본 주재 독일 대사인 오이겐 오트 장군의 아내를 유혹하여 도쿄 주재 독일 대사관에 깊이 침투했다.

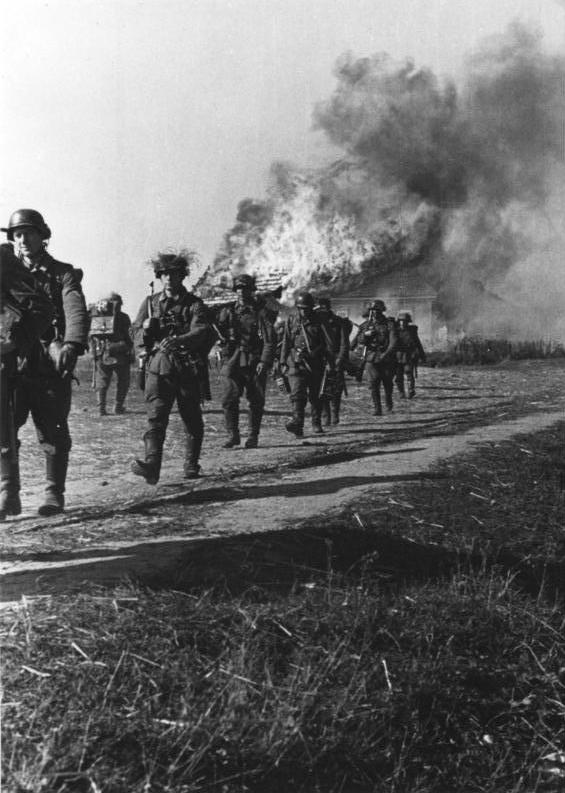
1941년 10월, 우크라이나에서 불타는 집 옆을 행진하는 독일 병사들.

침공 7일 전, 베를린 주재 소련 스파이(붉은 오케스트라 스파이 네트워크 소속)는 스탈린에게 독일 사단이 국경으로 이동하는 것은 소련과 전쟁을 벌이기 위함이라고 경고했다. 공격 5일 전, 스탈린은 독일 항공부대 스파이로부터 "독일의 소련 무장 공격 준비가 모두 완료되었으며, 언제든지 공격이 예상된다"는 보고를 받았다. 여백에 스탈린은 국가보안 인민위원에게 "독일 항공 본부의 '정보원'을 그의 어머니에게 보내도 좋다. 이것은 '정보원'이 아니라 허위 정보원이다"라고 썼다. 스탈린은 소련 서부 국경 병력을 270만 명으로 늘리고 독일의 침공 가능성을 예상하라고 명령했지만, 공격에 대비한 전면적인 동원을 명령하지는 않았다. 스탈린은 동원이 히틀러를 자극하여 소련과의 전쟁을 조기에 시작하게 할 수 있다고 생각했고, 소련군을 강화하기 위해 1942년까지 전쟁을 미루고 싶어 했다.
독일군 공격이 시작된 초기 몇 시간 동안, 스탈린은 독일군의 공격이 히틀러의 승인을 받은 것인지, 아니면 불량 장군의 무단 행동인지 확인하고 싶어 망설였다. 니키타 흐루쇼프와 아나스타스 미코얀의 증언에 따르면, 침공 후 스탈린은 며칠 동안 절망에 빠져 자신의 다차로 물러났고 지도부 결정에 참여하지 않았다. 그러나 스탈린이 내린 명령에 대한 일부 문서 증거는 이러한 증언과 모순되므로, 로버츠와 같은 역사가들은 흐루쇼프의 증언이 부정확하다고 추측한다.
스탈린은 곧 자신을 소비에트 연방원수로 승진시켰는데, 이는 당시 국가의 최고 군사 계급이자 소련 공산당의 최고 사령관이자 총서기였던 그를 국가 지도자로 만들었다. 또한 국방 인민위원으로서 당시 미국의 육군 장관과 영국의 국방부 장관에 해당했다. 그는 국방 위원회를 조직하여 자신을 의장으로 하여 군사 작전을 조율했다. 한편, 게오르기 주코프 원수는 소련군 최고 사령관 대리로 임명되었다.

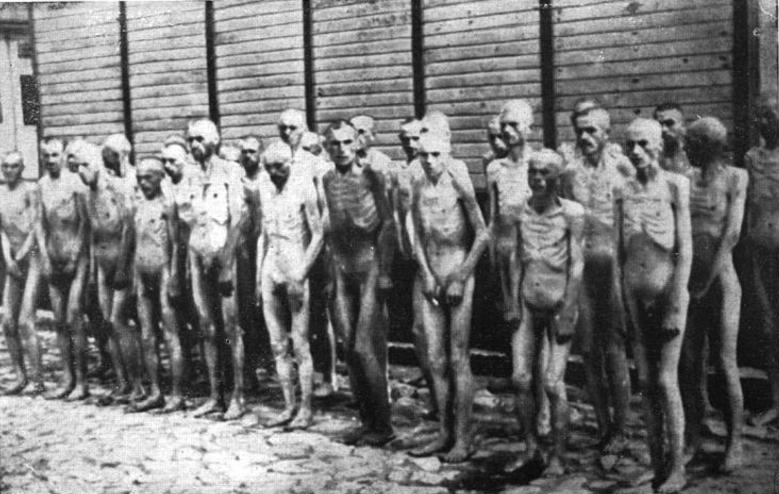
소련군 포로들이 나치 마우트하우젠 강제 수용소에서 굶주리고 있다.

침공 후 첫 3주 동안, 소련이 독일의 대규모 진격에 맞서 방어하려 노력하는 동안, 75만 명의 사상자를 냈고, 전차 1만 대와 항공기 4천 대를 잃었다. 1941년 7월, 스탈린은 소련군을 완전히 재편성하여 자신을 여러 군사 조직의 직접적인 책임자로 임명했다. 이는 그에게 국가의 전체 전쟁 노력에 대한 완전한 통제권을 주었다. 이는 제2차 세계 대전의 다른 어떤 지도자보다 더 많은 통제권이었다.
곧 패턴이 나타났는데, 스탈린은 붉은 군대의 여러 공세 전략을 수용했지만, 독일군은 새로 확보된 작은 지역들을 각각 점령하여 소련에 심각한 사상자를 입혔다. 가장 주목할 만한 예는 키예프 전투로, 60만 명이 넘는 소련군 병력이 빠르게 사망하거나 포로가 되거나 실종되었다.
1941년 말까지 소련군은 430만 명의 사상자를 냈고 독일군은 300만 명의 소련군 포로를 잡았으며, 이 중 200만 명은 1942년 2월까지 독일 포로수용소에서 사망했다. 독일군은 약 1,700km를 진격했으며, 3,000km에 달하는 전선을 유지했다. 붉은 군대는 전쟁 초기 단계에서 격렬한 저항을 펼쳤다. 그럼에도 불구하고 글란츠에 따르면, 그들은 KV-1 및 T-34 전차와 같은 일부 현대적인 소련 장비를 보유했음에도 불구하고 잘 훈련되고 경험 많은 독일군에 대한 비효율적인 방어 교리에 시달렸다.

## 소련군, 독일군을 저지하다
독일군이 1941년에 엄청난 진격을 거두고 수백만 명의 소련군 병사를 살해하는 동안, 스탈린의 지휘 아래 붉은 군대는 독일군의 핵심 전략 목표 중 하나인 레닌그라드 점령 시도를 저지하기 위해 상당한 자원을 투입했다. 그들은 이 지역에서 100만 명 이상의 소련군 병사와 100만 명 이상의 민간인(이 중 많은 수가 굶주림으로 사망)의 희생을 감수하고 도시를 지켜냈다.
독일군이 전진하는 동안 스탈린은 독일에 대한 연합군의 최종 승리를 확신했다. 1941년 9월, 스탈린은 영국 외교관들에게 두 가지 합의를 원한다고 말했다.
(1) 상호 원조/지원 협정 및 (2) 전쟁 후 소련이 독일과의 독일-소련 불가침 조약에 따라 동유럽을 분할하면서 얻은 영토를 편입한다는 인정. 영국은 지원에는 동의했지만 영토 획득에는 동의하지 않았고, 스탈린은 몇 달 후 1942년 중반까지 군사 상황이 다소 악화되자 이를 수용했다. 1941년 11월 6일, 스탈린은 모스크바 지하에서 행한 연설에서 장군들을 결집시키며, 독일의 전격전은 나치 점령하 유럽 후방의 약점과 붉은 군대의 전력 과소평가 때문에 실패할 것이며, 독일의 전쟁 노력은 영미-소련 "전쟁 기계"에 맞서 무너질 것이라고 말했다.
히틀러가 모스크바 점령에 노력을 집중할 것이라고 정확하게 계산한 스탈린은 일본이 해당 지역을 공격하지 않을 것이라고 판단한 후 소련 동부 전선에서 수많은 사단을 이동시켜 도시를 방어하기 위해 병력을 집중시켰다. 12월까지 히틀러의 병력은 모스크바의 크렘린에서 25 킬로미터 (16 mi) 이내로 진격했다. 12월 5일, 소련군은 반격을 개시하여 독일군을 모스크바에서 약 80 킬로미터 (50 mi) 후퇴시켰는데, 이는 독일 국방군의 전쟁 중 첫 번째 주요 패배였다.

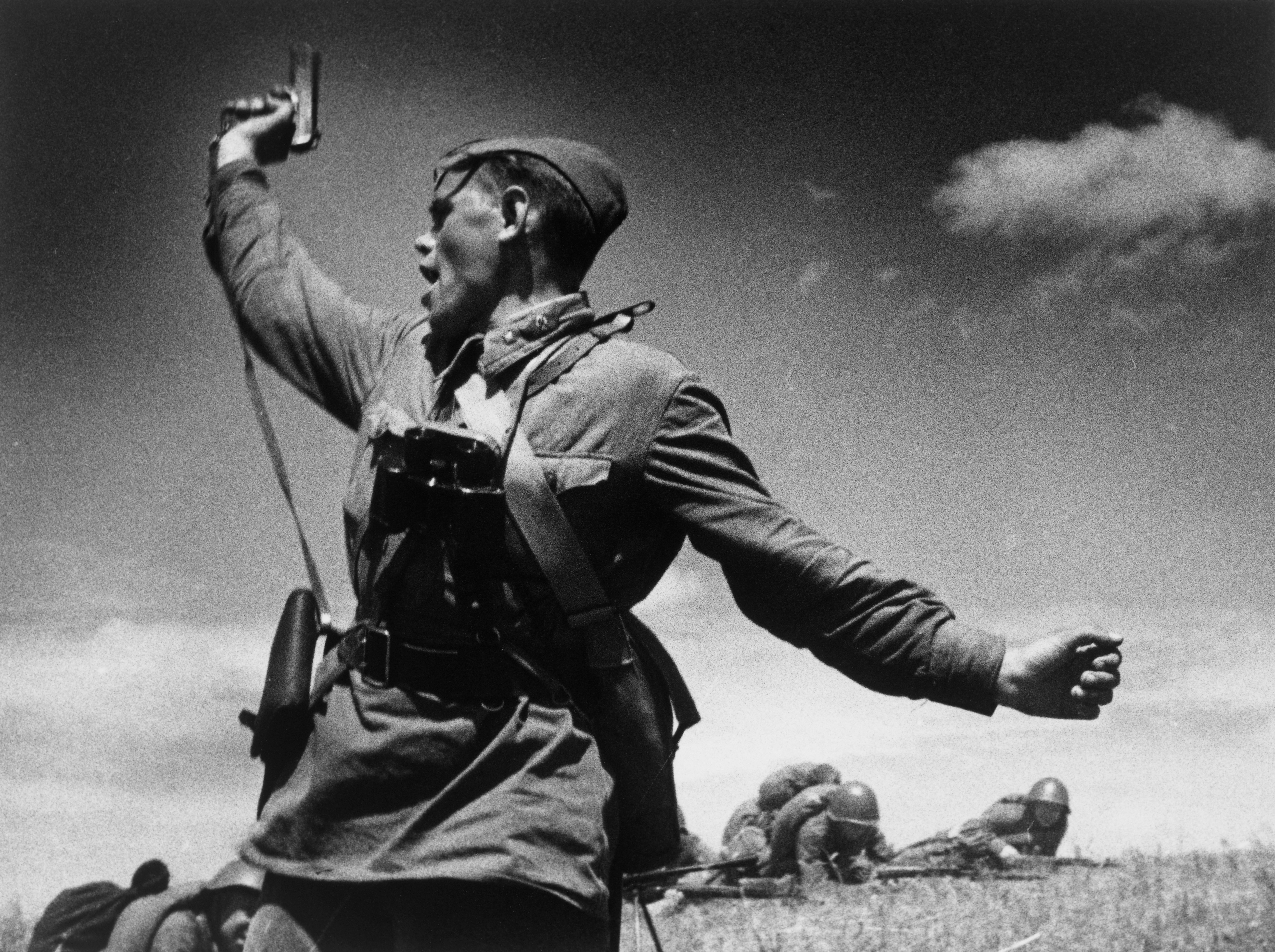
1942년 7월 12일 소련 우크라이나에서 침략 독일군에 맞서 병사들을 이끄는 소련 장교(우크라이나인 알렉세이 예레멘코로 추정)의 상징적인 사진

1942년 초, 소련은 "스탈린의 첫 전략 공세"라고 불리는 일련의 공세를 시작했다. 이 반격은 1942년 봄 비로 인한 진흙 때문에 부분적으로 교착 상태에 빠졌다. 스탈린의 우크라이나 하리코프 탈환 시도는 소련군의 재앙적인 포위로 끝났고, 20만 명 이상의 소련군 사상자가 발생했다. 스탈린은 관련 장군들의 능력을 비판했다. 게오르기 주코프 장군 등은 나중에 일부 장군들이 이 지역에서 방어적인 자세를 유지하기를 원했지만, 스탈린 등이 공세를 강요했다고 밝혔다. 일부 역사가들은 주코프의 증언을 의심하고 있다.

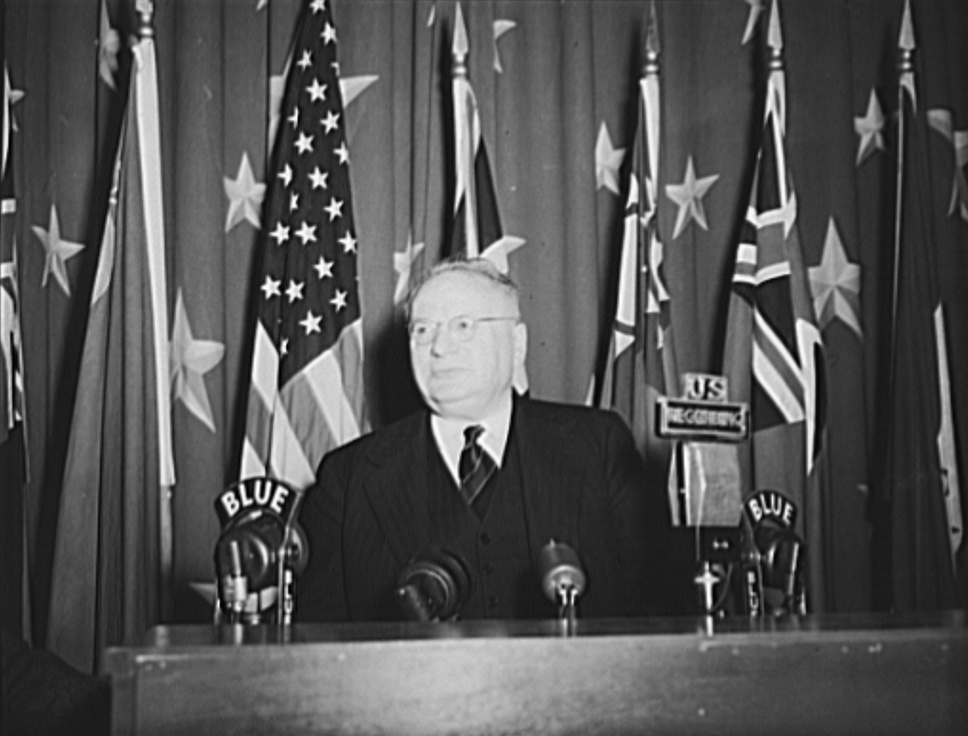
막심 리트비노프, 미국 주재 소련 대사

동시에 히틀러는 진주만 공격 이후 미국의 참전과 서방 연합군의 1942년 서부 전선 침공 가능성(1944년 여름까지는 일어나지 않았다)에 대해 우려했다. 그는 즉각적인 동부 승리에서 장기적인 독일 전쟁 노력에 필수적인 유전을 보호하기 위해 소련 남부를 확보하는 더 장기적인 목표로 주요 목표를 변경했다. 붉은 군대 장군들이 히틀러가 노력을 남쪽으로 옮길 것이라는 증거를 정확하게 판단했지만, 스탈린은 이를 모스크바를 점령하려는 독일군의 측면 공격으로 생각했다.
독일 남부 전역은 크림 반도 점령으로 시작되었는데, 이는 붉은 군대에게 재앙으로 끝났다. 스탈린은 장군들의 지휘를 공개적으로 비판했다. 남부 전역에서 독일군은 1942년 7월과 8월에만 62만 5천 명의 붉은 군대 포로를 잡았다. 동시에 모스크바 회의에서 처칠은 스탈린에게 영국과 미국이 1942년에 요새화된 나치 점령하 프랑스 해안에 상륙할 준비가 아직 되어 있지 않으며, 독일 점령하 북아프리카 침공에 노력을 집중할 것이라고 개인적으로 말했다. 그는 독일 민간인 목표물을 포함한 대규모 전략 폭격 작전을 약속했다.
러시아군이 "끝났다"고 판단한 독일군은 1942년 가을에 또 다른 남부 작전인 스탈린그라드 전투를 시작했다. 히틀러는 스탈린그라드 동시 포위와 카스피해의 바쿠에 대한 공세로 독일 남부 병력을 분할할 것을 주장했다. 스탈린은 장군들에게 스탈린그라드를 방어하는 데 모든 노력을 아끼지 말라고 지시했다. 소련군이 스탈린그라드에서 200만 명이 넘는 사상자를 냈음에도 불구하고, 29만 명의 추축국 병력 포위를 포함한 독일군에 대한 승리는 전쟁의 전환점이 되었다.
바르바로사 작전 1년 만에 스탈린은 소련의 교회들을 다시 열었다. 그는 기독교 신앙을 가진 대다수 인구를 동기 부여하고 싶었을 수 있다. 종교에 대한 당과 국가의 공식 정책을 변경함으로써, 그는 교회를 전쟁 노력에 동원할 수 있었다. 1943년 9월 4일, 스탈린은 대주교 세르기우스, 알렉세이, 니콜라이를 크렘린궁으로 초대했다. 그는 1925년 이후 중단되었던 모스크바 총대주교청을 재건하고 총대주교를 선출할 것을 제안했다. 1943년 9월 8일, 세르기우스 대주교가 총대주교로 선출되었다. 한 이야기에 따르면 스탈린의 입장 번복은 그가 하늘로부터 받았다고 여겨지는 징표에 따른 것이라고 한다.

## 프론토비키
붉은 군대 사단의 75% 이상은 "소총 사단"(붉은 군대에서 보병 사단을 지칭하던 용어)으로 분류되었다. 제정 러시아군에서는 스트렐코비(소총) 사단이 페크호트녜(보병) 사단보다 더 명망 있는 것으로 간주되었고, 붉은 군대에서는 모든 보병 사단이 스트렐코비 사단으로 명명되었다. 소련 소총병은 페시콤("도보") 또는 더 자주 프론토비크(러시아어:  фронтовик—전방 전투병; 복수형 러시아어:  фронтовики—프론토비키)로 알려졌다. 프론토비크라는 용어는 독일의 란저, 미국의 GI 조, 영국의 토미 앳킨스와 동등하지 않았다. 이들은 모두 일반적으로 병사들을 지칭했지만, 프론토비크라는 용어는 최전선에서 싸운 보병들에게만 적용되었다. 소련의 모든 건장한 남성은 19세에 징집 대상이 되었는데, 대학이나 기술 학교에 다니는 사람들은 징집을 피할 수 있었고, 심지어 군 복무를 3개월에서 1년까지 연기할 수도 있었다. 연기는 세 번만 허용되었다. 소련은 20개의 군사 지구로 구성되어 있었는데, 이는 주의 경계와 일치했으며, 다시 라욘(군)으로 나뉘었다. 라욘에는 매년 붉은 군대에 제공해야 하는 인원 할당량이 정해져 있었다. 프론토비크의 대다수는 1920년대에 태어나 소련 체제 외에는 아무것도 모르는 채 자랐다. 매년 남성들은 징집 통지서를 우편으로 받았고, 보통 지역 학교인 집결지에 보고하라는 통보를 받으면 여벌 옷, 속옷, 담배 등이 담긴 가방이나 여행 가방을 가지고 임무에 보고했다. 징집병들은 군사 접수 센터로 가는 기차에 탑승하여 제복을 지급받고, 신체 검사를 받고, 머리를 깎고, 이발을 제거하기 위해 증기 목욕을 했다. 일반적인 병사에게는 탄약 주머니, 텐트 망토, 식량 가방, 취사 도구, 물통, 그리고 개인 정보가 적힌 신분증 통이 지급되었다.
훈련 중에는 징집병들이 오전 5시에서 6시 사이에 일어났으며, 훈련은 주 6일, 10시간에서 12시간 동안 진행되었다. 훈련의 대부분은 암기와 지시로 이루어졌다. 1941년 이전에는 훈련이 6개월 동안 지속되었지만, 전쟁 이후에는 훈련 기간이 몇 주로 단축되었다. 훈련을 마친 모든 남성은 붉은 군대 서약을 해야 했다. 서약 내용은 다음과 같다:
나는 소비에트 사회주의 공화국 연방의 시민으로서, 노동자와 농민의 붉은 군대의 일원이 되어, 정직하고 용감하며 규율을 지키고 경계심을 늦추지 않는 전투원이 될 것을 엄숙히 맹세하며 약속한다. 군사 및 국가 기밀을 굳건히 보호하고, 지휘관과 상급자의 모든 군사 규정과 명령에 의문 없이 복종할 것을 약속한다.
나는 군사 업무를 양심적으로 배우고, 모든 면에서 국가 기밀과 국가 재산을 보호하며, 나의 마지막 숨이 다할 때까지 인민, 소비에트 조국, 노동자-농민 정부에 충실할 것을 약속한다.
나는 노동자-농민 정부의 명령에 따라 언제든지 조국인 소비에트 사회주의 공화국 연방을 방어할 준비가 되어 있다. 그리고 노동자와 농민의 붉은 군대의 군인으로서, 나는 용감하고 능숙하게, 위엄과 명예를 가지고, 적에게 완전한 승리를 달성하기 위해 나의 피와 생명 자체를 아끼지 않고 그것을 방어할 것을 약속한다.
만약 악의적인 의도로 내가 이 엄숙한 맹세를 위반한다면, 소련 법의 엄중한 처벌과 노동계급의 완전한 증오와 경멸이 나에게 미치기를 바란다.

전술은 1936년 훈련 교범과 1942년 개정판을 기반으로 했다. 소부대 이동과 방어 진지 구축 방법은 이해하고 기억하기 쉬운 방식으로 설명되었다. 교범은 법적 효력을 가졌으며, 교범 위반은 법적 범죄로 간주되었다. 소련군의 전술은 항상 소대가 같은 방식으로 공격하도록 되어 있었다. 소대는 보통 4개 분대로 나뉘어 평균 약 100 야드 (91 m)의 전선을 차지했다. 유일한 복잡한 대형은 다이아몬드 대형으로, 한 분대가 전진하고 두 분대가 뒤따르며 한 분대가 후방에 위치했다. 독일 국방군과는 달리 붉은 군대는 한 분대가 전진하는 다른 분대에 화력 지원을 제공하는 식으로 분대별로 뛰어넘는 전술을 사용하지 않았다. 대신 모든 분대와 소대가 대규모로 공격했다. 다른 유일한 변형은 분대가 침투를 통해 진지로 "침투"하는 것이었다.

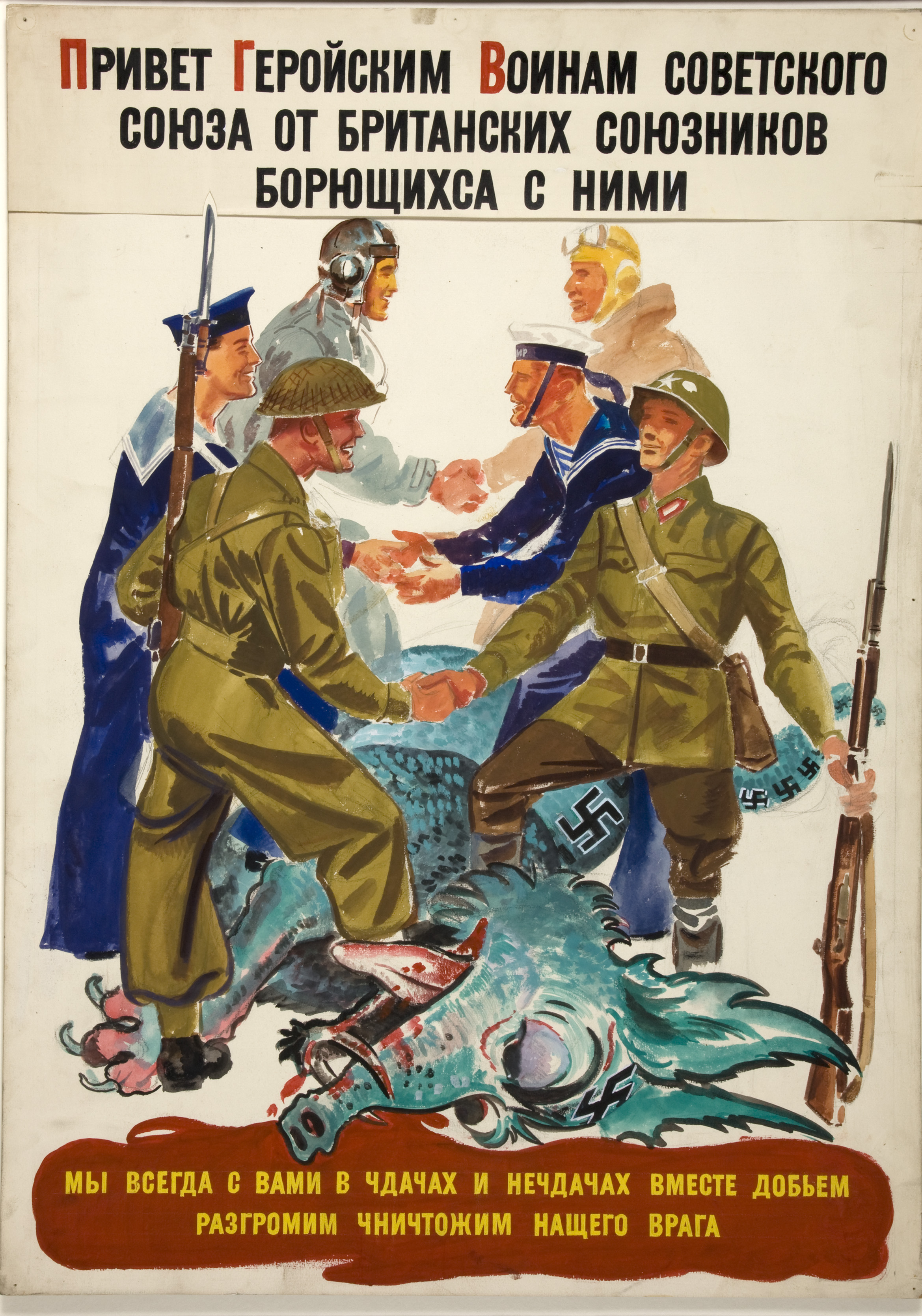
만자문이 그려진 용의 몸 위에 있는 영국과 소련 군인들

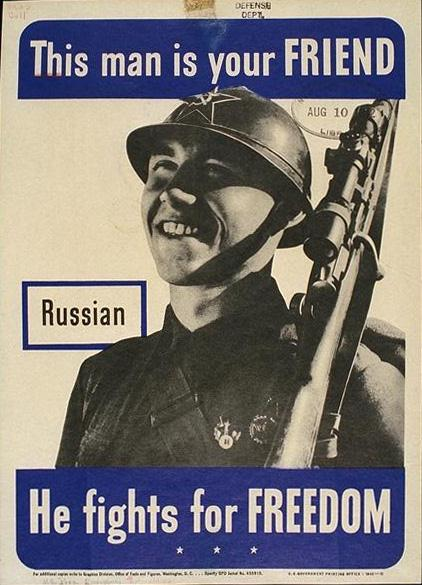
친근한 붉은 군대 병사를 보여주는 1942년 미국 정부 포스터

나 슈투름, 마르슈! (돌격, 진격!) 명령이 내려지면, 소련 보병은 "우라!"(러시아어:  ура  !, 발음은 우-라)라는 전통적인 러시아 전투 함성을 지르며 적에게 돌격했는데, 많은 독일 참전 용사들은 이 소리를 섬뜩하게 여겼다. 돌격 중에 소총수들은 소총과 기관단총으로 사격하고 수류탄을 던진 후 블리즈니 보이(러시아어:  ближний бой—근접 전투—총, 총검, 소총 개머리판, 칼, 삽, 주먹을 이용한 근접 전투)를 위해 근접했는데, 이는 붉은 군대가 뛰어났던 전투 방식이었다. 방어 시 프론토비크는 진지를 위장하는 기술과 추축군이 근접할 때까지 발사를 삼가는 규율로 명성을 얻었다. 1941년 이전 붉은 군대 교리는 최대 사거리에서 발사하도록 요구했지만, 경험은 여러 위치에서 근거리에서 기습 사격으로 적을 기습하는 이점을 빠르게 가르쳐주었다.
전쟁 중 전형적인 프론토비크는 19세에서 24세 사이의 러시아인 남성으로 평균 신장은 5 피트 6 인치 (1.68 m)였다. 대부분의 남성은 이발을 방지하기 위해 대머리로 밀었으며, 머리를 기른 소수는 매우 짧게 유지했다. 미국 역사가 고든 로트만은 제복을 "간단하고 기능적"이라고 묘사했다. 전투 시 남성들은 올리브색 헬멧이나 파일럿카 (사이드 캡)를 착용했다. 장교들은 슐렘 (헬멧) 또는 푸라슈카 (러시아어:  фуражка—정모), 즉 검은색 바이저와 붉은 별이 달린 둥근 군모를 착용했다. 로트만은 소련 무기를 "...단순하고 견고하며 전반적으로 신뢰할 수 있다"고 묘사했다. 표준 소총인 모신-나강 7.62 mm M 1891/30은 무거웠지만, 결정적으로 추위에 영향을 받지 않는 효과적인 무기였다. 모든 소총 분대에는 화력 지원을 제공하는 7.62 mm 덱탸료프 DP 경기관총이 한두 정 있었다. 1944년까지 4명의 프론토비크 중 한 명은 7.62 mm PPSh-41(피스톨레트-풀레멧 샤파기나-피스톨 자동 샤파긴)으로 무장했는데, 이는 "견고하고 신뢰할 수 있는 무기"로 알려진 기관단총이었다.
프론토비크는 보통 가지고 있는 모든 것을 간단한 가방에 넣고 다녔다. 대부분의 프론토비크는 상처 드레싱 팩, 면도기, 삽을 가지고 있었고, 수건과 칫솔을 가지고 있다면 매우 운이 좋았다. 치약, 샴푸, 비누는 극히 드물었다. 보통 씹은 끝이 있는 막대기가 양치질에 사용되었다. 붉은 군대에서는 휴대용 화장실이 드물었기 때문에 야외 변기가 파졌다. 병사들은 겨울에도 자주 야외에서 잠을 잤다. 음식은 보통 형편없었고, 특히 1941년과 1942년에는 부족한 경우가 많았다. 프론토비크는 전투의 위험에 직면하지 않는 후방 서비스 병사들을 크리시(러시아어:  крысы—쥐; 단수: 러시아어:  крыса )라고 경멸했다. 프론토비크는 검은 호밀빵, 통조림 고기(생선, 투숀카 (스튜 돼지고기) 등), 시 (양배추 수프), 카샤 (죽)를 먹고 살았다. 카샤와 시는 너무 흔해서 붉은 군대에서 인기 있는 슬로건은 "시와 카샤, 이것이 우리 음식이다"였다. 차이(러시아어:  чай—뜨거운 설탕 차)는 맥주와 보드카와 함께 매우 인기 있는 음료였다. 마호르카(값싼 담배의 일종으로 수제 담배로 말아 피웠다)는 표준 흡연용품이었다.
로트만은 의료 서비스를 "변변찮은" 것으로 묘사한다. 의사, 의료 장비, 의약품 부족으로 부상자들은 종종 엄청난 고통 속에서 사망했다. 모르핀은 붉은 군대에서는 알려지지 않았다. 대부분의 붉은 군대 병사들은 예방 접종을 받지 않았고, 질병이 주요 문제로 떠올랐다. 특히 말라리아, 폐렴, 디프테리아, 결핵, 티푸스, 이질, 뇌수막염이 붉은 군대 병사들을 정기적으로 괴롭혔다. 겨울에는 동상으로 인해 병사들이 의료 시스템을 찾았고, 봄과 가을의 비는 참호족이라는 흔한 질병을 유발했다. 프론토비크는 한 달에 한 번 월급날이 있었지만, 종종 임금을 받지 못했다. 모든 병사들은 세금 면제였다. 1943년에는 이등병이 월 600루블, 상병 1,000루블, 하사 2,000루블, 중사 3,000루블을 받았다. 근위대 부대, 전차, 대전차 부대에서 복무하는 병사들, 낙하산병, 그리고 전투에서 용맹을 인정받아 훈장을 받은 병사들에게는 특별 급여가 지급되었다. 전투에서 크게 공을 세운 부대에는 "근위대"(러시아어:  Гвардии )라는 접두사가 부대 명칭에 붙었는데, 이는 큰 존경과 명예의 상징으로 더 나은 급여와 배급을 가져왔다. 제정 러시아군에서 엘리트는 항상 제국 근위대 연대였으며, 러시아에서 군사 부대에 적용되는 "근위대"라는 칭호는 여전히 엘리트주의적 함의를 가지고 있다.
징계는 가혹했고, 병사들은 탈영과 명령 없는 후퇴를 명령한 경우 처형될 수 있었다. 사기를 유지하기 위해 병사들은 야외 스크린에서 상영되는 영화와 음악 공연단이 연주하는 음악, 노래, 춤으로 자주 즐거움을 얻었다. 러시아의 "국가 악기"로 여겨지는 발랄라이카는 종종 오락의 일부로 등장했다. 소련 정권은 본질적으로 성이 존재하지 않는다고 주장했으며, 어떤 공식 간행물에서도 성적인 문제에 대한 언급은 없었다. 독일군이 18세의 여성 파르티잔 영웅 조야 코스모데미얀스카야를 교수형에 처한 후(1941년 11월 29일), 그녀의 상의가 벗겨진 시신 사진은 1942년 초에 출판되면서 큰 센세이션을 일으켰고, 이는 사진이 많은 호기심을 유발하도록 만들었다. 독일군과 프랑스군과는 달리 붉은 군대에는 야전 매춘 시스템이 없었으며, 영국군과 미군 병사들에게는 지급되던 콘돔도 프론토비크에게는 지급되지 않았다. 성병은 주요 문제였고, 감염된 병사들은 발각되면 가혹한 처벌을 받았다. 붉은 군대가 독일에 진입하면서 저지른 광범위한 강간은 성적 욕구와는 거의 관련이 없었으며, 로트만의 말에 따르면 "병사들이 독일인들에게 가할 수 있는 가장 저열한 형태의 복수와 굴욕"이었다. 장교들이 "작전 배우자" 또는 PPZh(러시아어:  походно-полевые жены (ППЖ))를 두는 것은 흔한 관행이었다. 붉은 군대에서 복무하는 여성들은 때때로 자신들의 의사와 관계없이 장교들의 정부가 되었다고 들었다. "작전 배우자"는 보통 간호사, 통신병, 서기였으며 검은 베레모를 착용했다. 장교들의 정부가 되도록 강요당했음에도 불구하고, 그들은 프론토비크들로부터 널리 미움을 받았는데, 프론토비크들은 "작전 배우자"들이 더 유리한 지위를 얻기 위해 성을 거래한다고 보았다. 작가 바실리 그로스만은 1942년 "작전 배우자"에 대한 전형적인 언급을 기록했다. "장군은 어디에 있나?" [누군가 묻는다]. "그의 창녀와 자고 있다." 그리고 이 여자들은 한때 '타냐' 또는 조야 코스모데미얀스카야가 되고 싶어 했다.
프론토비키는 한두 명이 들어갈 수 있는 충분한 공간이 있는 작은 원형 여우굴을 땅에 파서 살고, 싸우고, 죽어야 했다. 참호는 독일군이 "러시아 구멍"이라고 불렀던 곳을 연결했다. 병사들은 심지어 겨울에도 담요나 침낭을 지급받지 못하는 경우가 많았다. 대신, 프론토비키는 코트와 대피 망토를 입고, 보통 소나무, 상록수 잎, 전나무 가지, 쌓인 나뭇잎 또는 짚 위에서 잠을 잤다. 겨울에는 기온이 -60 °F(-50 °C)까지 떨어질 수 있었고, 이는 모로즈 장군(겨울 장군)이 독일군만큼이나 적이었다. 4월에 봄이 시작되면서 비와 눈 녹음이 함께 왔고, 전장은 진흙탕으로 변했다. 여름은 먼지가 많고 더웠으며, 가을에는 라스푸티차 (도로가 없는 시기)가 왔는데, 이는 봄비가 온화해 보일 정도로 심한 가을비가 다시 전장을 진흙탕으로 만들었다.
소련은 150개 이상의 다양한 언어와 방언을 포함했지만, 러시아인들이 붉은 군대의 대다수를 차지했고 러시아어가 지휘 언어였다. 붉은 군대에는 소수의 민족 단위만 있었는데, 이는 비러시아계 그룹의 남성들을 러시아인이 다수를 이루는 부대에 배정하는 슬리야니예(러시아어:  слияние ) 정책 때문이었다. 이 규칙의 몇 안 되는 예외로는 코사크 부대와 에스토니아, 라트비아, 리투아니아의 발트 3국 출신 병력들이 있었는데, 이들은 수가 적었다. 전투 경험은 언어나 민족에 관계없이 병사들을 하나로 묶는 경향이 있었는데, 한 소련 참전 용사는 "우리는 모두 같은 피를 흘렸다"고 회상했다. 러시아에 반유대주의 역사가 있었음에도 불구하고, 프론토비크 부대에서 복무한 유대인 참전 용사들은 반유대주의가 드물었다고 묘사하며, 대신 소속감을 회상했다. 바르바로사 작전의 첫 6개월 동안, 독일 국방군과 SS는 모든 정치장교를 총살하는 정책을 가지고 있었다. 독일군에게 포로로 잡힌 붉은 군대에서 복무하는 유대인들도 가혹한 대우를 받았다. 전쟁 중 소련 당국은 반무신론 선전을 약화시켰고, 동방 정교회 사제들은 전투에 나서는 부대들을 축복했지만, 군목은 허용되지 않았다. 중앙아시아, 캅카스, 볼가, 크림반도 출신의 무슬림들은 discreet하게 종교를 실천할 수 있었지만, 동방 정교회와 마찬가지로 군목은 허용되지 않았다. 대부분의 병사들은 행운의 부적을 지니고 다녔다. 공식적인 소련의 무신론에도 불구하고, 많은 병사들은 목에 십자가를 걸고 전투에 나가기 전에 전통적인 동방 정교회 방식으로 성호를 그었다. 그러나 영국 역사가 캐서린 메리데일은 이러한 행동을 "진정한" 신앙의 표현이라기보다는 행운을 빌기 위한 "토템적" 행동으로 해석한다. 가장 인기 있는 부적 중 하나는 콘스탄틴 시모노프가 1941년 10월 약혼녀 발렌티나 세로바를 위해 쓴 시 나를 기다려였다. '나를 기다려'의 인기는 붉은 군대의 거의 모든 러시아계 병사들이 시를 외우고 있었고, 사랑하는 사람들에게 돌아가고 싶은 열망을 담아 시 사본과 여자 친구나 아내의 사진을 가지고 다닐 정도였다.
폴리트루크와 코미사르가 수행하는 "정치 활동"은 병사들의 여가 시간 대부분을 차지했는데, 전투에 참여하지 않는 병사들은 매일 최소 한 시간 이상 공산주의 이념 교육을 받아야 했다. 적을 묘사할 때 "나치"라는 용어는 결코 사용되지 않았다. 이 용어는 국민사회주의 독일 노동자당(국민사회주의 독일 노동자당)의 약자였고, 폴리트루크와 코미사르들은 적이 왜 자신들을 "국민사회주의자"라고 부르는지 프론토비크들에게 설명하기에는 너무 혼란스러웠기 때문이었다. 적에 대한 선호 용어는 "파시스트", 기틀레르치(히틀러주의자), 게르마니예, 네메츠키예(러시아어:  немецкие—독일인을 뜻하는 러시아어)였다. 코미사르들은 붉은 군대 장교들의 불충성 징후를 감시하고, 계급 내에서 세크소츠(러시아어:  сексоты—비밀 협력자)로 알려진 정보원 네트워크를 유지하는 임무를 맡았다. 1942년 10월, 러시아 내전 이후부터 이어져 온 장교와 코미사르가 권한을 공유하는 이중 지휘 시스템은 폐지되었고, 이후에는 장교만이 지휘권을 가졌다. 1942년 10월 9일 스탈린의 법령 307호 이후 많은 코미사르들은 장교와 병사들이 자신들을 얼마나 싫어하는지 알고 충격을 받았다. 코미사르들은 이제 폴리트루크 또는 정치 담당 부지휘관이 되었다. 폴리트루크는 더 이상 지휘권이 없었지만, 장교와 병사 모두의 정치적 충성도를 평가하고 정치적 교육을 수행하며, 비겁하거나 반역죄로 의심되는 사람을 즉결처형할 권한을 가졌다. 이러한 처형은 데비야트 그램(9그램—총알의 무게를 지칭), 푸스티트 브 라코드(누군가를 소비하다) 또는 비슈카(비시샤야 메라 나카자니야—극형의 줄임말)로 알려졌다. 이러한 무시무시한 권한에도 불구하고, 많은 프론토비크들은 마르크스-레닌주의의 미묘한 지점에 대한 지나치게 길고 지루한 강의를 들으면 폴리트루크를 공개적으로 경멸하는 경우가 많았고, 대조국전쟁에서 정치적 열정보다 군사적 공로가 더 중요해지면서 장교들은 폴리트루크와의 갈등에서 승리하는 경향이 있었다. 장교와 병사 간의 관계는 일반적으로 좋았으며, 특히 하급 장교들은 프론토비크들과 같은 조건에서 살고 같은 위험에 직면했기 때문에 소라트니키(전우)로 여겨졌다. 장교들은 보통 고등학교 교육만을 받았으며(대학에 진학한 사람은 거의 없었다), 병사들과 같은 사회 계층 출신이었기 때문에 그들과 잘 소통할 수 있었다. 프론토비크는 보통 중대장들을 바티야(아버지)라고 불렀다.

## 독일로 향하는 소련군

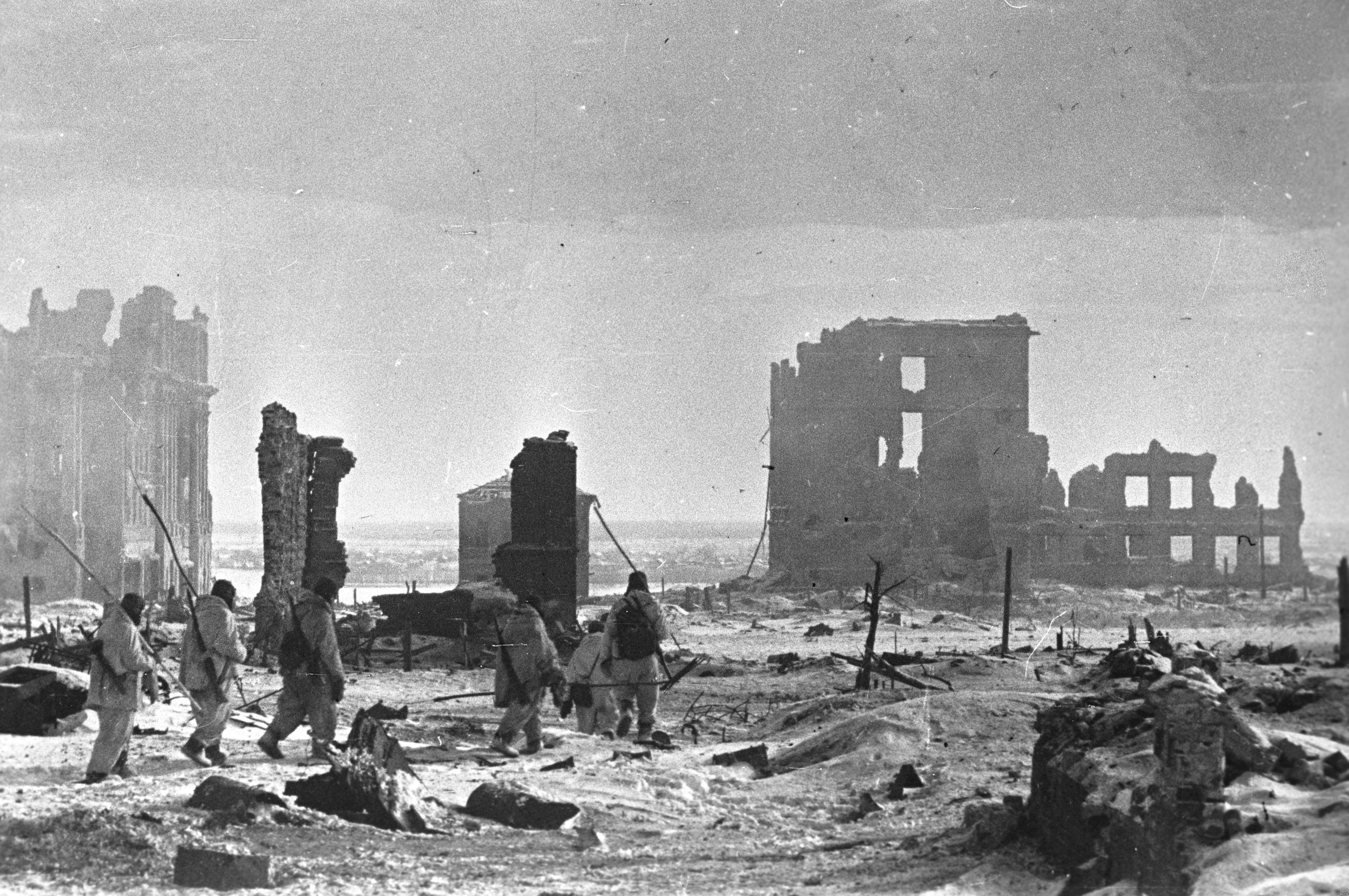
1943년 해방 후 스탈린그라드 시내

소련군은 중요한 독일 남부 전역을 격퇴했으며, 이 과정에서 250만 명의 소련군 사상자가 발생했음에도 불구하고, 전쟁의 나머지 대부분 기간 동안 동부 전선에서 소련군이 공세를 취할 수 있도록 했다.

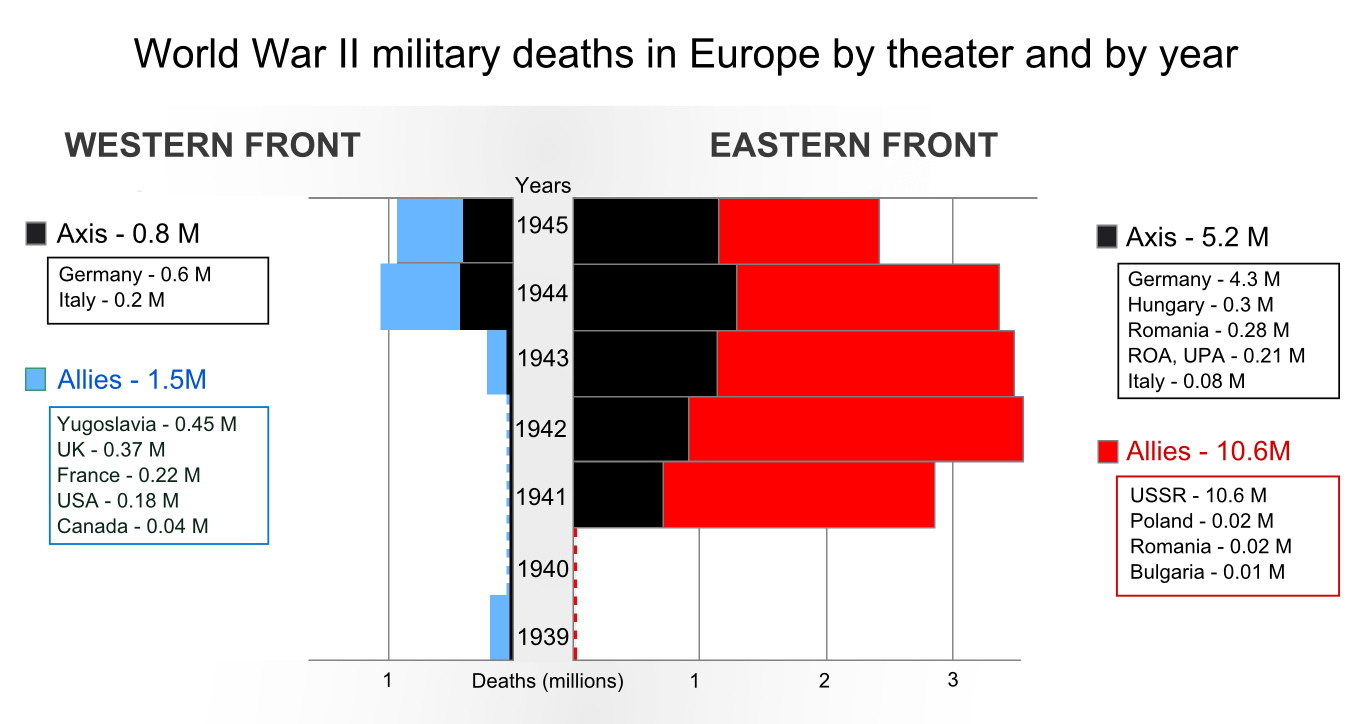
전선 및 연도별 제2차 세계 대전 유럽 군사 사망자 수. 독일군은 동부 전선에서 군사 사망자의 80%를 겪었다.

스탈린은 실종된 폴란드 장교들에 대한 정보를 요청하는 폴란드 장군에게 모든 폴란드인들이 풀려났고, 소련이 만주에서 그들을 "놓쳤기" 때문에 모든 사람의 소재를 알 수 없었다고 직접 말했다. 폴란드 철도 노동자들이 대규모 무덤을 발견한 후, 나치는 이 학살을 이용하여 스탈린과 다른 연합국 사이에 쐐기를 박으려 시도했으며, 12개국에서 온 유럽 조사 위원회를 불러 무덤을 조사하게 했다. 1943년, 소련이 폴란드를 탈환할 준비를 할 때, 나치 선전 장관 요제프 괴벨스는 스탈린이 독일인들이 희생자들을 학살했다고 거짓으로 주장하려 할 것이라고 정확히 추측했다. 괴벨스의 예측대로, 소련은 "위원회"를 통해 이 문제를 조사했고, 독일인들이 포로들을 살해했다고 거짓 결론을 내렸다. 소련은 1990년이 되어서야 책임을 인정했다.
1943년에 스탈린은 스탈린그라드 이후 실망스러운 손실, 공세 조치를 위한 예비 부족, 그리고 독일군이 다음으로 쿠르스크의 소련 전선 돌출부를 공격할 가능성이 높다는 예측 때문에 소련이 방어 태세를 취해야 한다는 장군들의 요구에 양보했으며, 이는 그곳의 방어 준비가 자원을 더 효율적으로 사용하게 할 것이었다. 독일군은 쿠르스크에서 포위 공격을 시도했고, 이는 소련군에 의해 성공적으로 격퇴되었다. 부분적으로는 연합군의 시칠리아 침공 때문에 히틀러가 공세를 취소했지만, 소련군은 80만 명 이상의 사상자를 냈다. 쿠르스크는 또한 스탈린이 장군들의 조언을 더 기꺼이 경청하기 시작한 시기를 알렸다.
1943년 말까지 소련은 1941년에서 1942년 사이에 독일이 점령한 영토의 절반을 되찾았다. 또한 소련의 군수 산업 생산량은 1941년 후반부터 1943년 초반까지 크게 증가했는데, 스탈린이 독일의 침공과 공습으로부터 안전하게 공장들을 전선 동쪽으로 멀리 이전했기 때문이었다. 이러한 전략은 효과를 거두었는데, 1942년 후반에 독일군이 유럽 러시아의 절반 이상(인구의 40%(8천만 명) 포함)과 약 2,500,000 제곱킬로미터 (970,000 mi2)의 소련 영토를 점령하고 있었음에도 불구하고 이러한 산업 증가는 가능했다. 소련은 또한 10년 이상 전쟁을 준비했으며, 1400만 명의 민간인에게 일부 군사 훈련을 제공했다. 따라서 1941년 말까지 소련군 초기의 500만 명이 거의 전멸했지만, 소련군은 그해 말까지 800만 명으로 늘어났다. 1942년 독일군 손실을 훨씬 초과하는 상당한 손실에도 불구하고, 붉은 군대의 규모는 더욱 커져 1100만 명에 달했다. 스탈린이 이러한 산업 및 인력 노력에 도움이 되었는지 방해가 되었는지에 대한 상당한 논쟁이 있지만, 스탈린은 대부분의 전시 경제 관리 결정을 경제 전문가들에게 맡겼다. 일부 학자들은 스탈린이 1941년과 1942년에 독일과 평화 협상을 고려하고 심지어 시도했다는 증거가 있다고 주장하지만, 다른 역사가들은 이 증거를 설득력이 없으며 심지어 조작되었다고 본다.

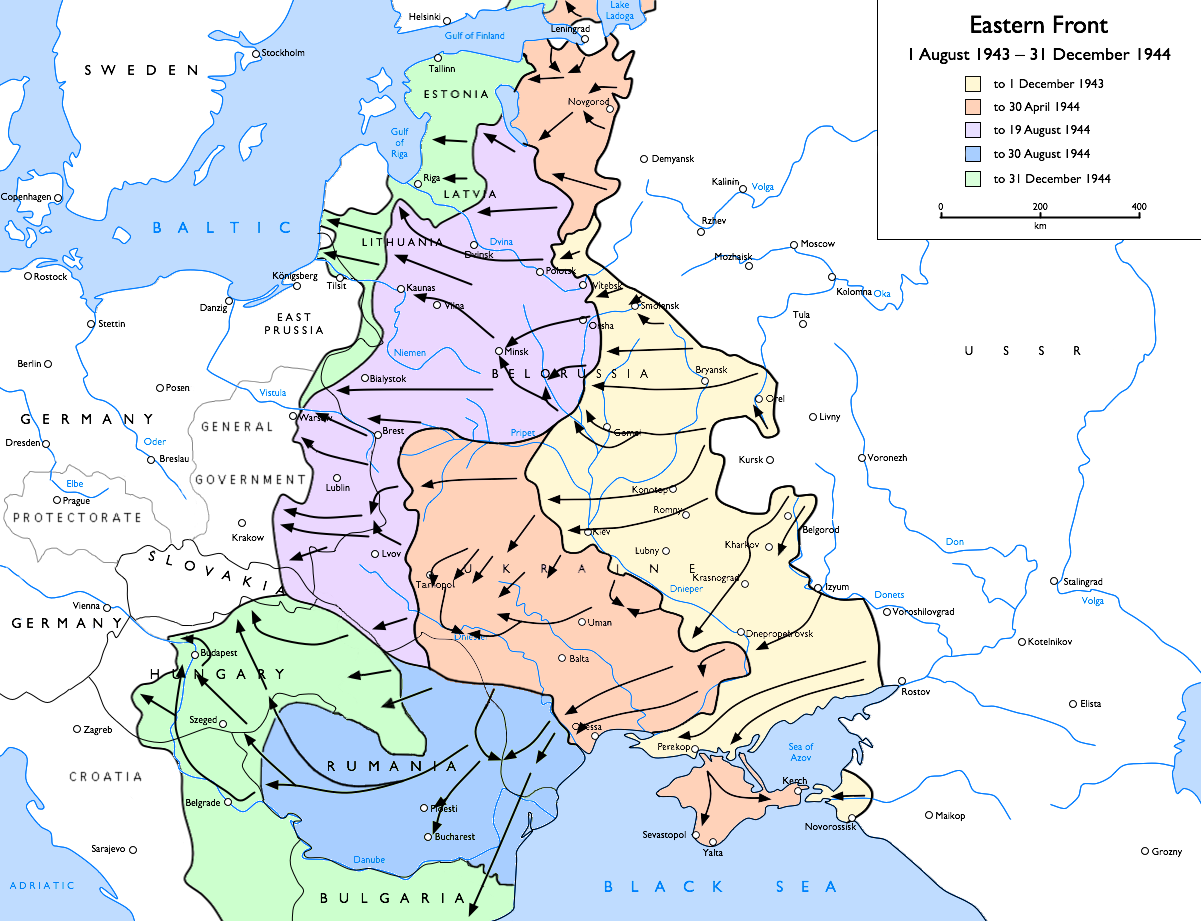
1943년 8월 1일에서 1944년 12월 31일까지의 소련군 진격:
1943년 12월 1일까지
1944년 4월 30일까지
1944년 8월 19일까지
1944년 12월 31일까지

1943년 11월, 스탈린은 테헤란에서 처칠, 루스벨트와 만났다. 루스벨트는 스탈린에게 영국과 미국이 독일과의 제2전선을 개설하면 처음에는 동부 전선에서 독일군 30~40개 사단을 끌어낼 수 있기를 바란다고 말했다. 스탈린과 루스벨트는 사실상 처칠을 압박하여 독일 점령하 북프랑스에 대한 해협 횡단 침공의 중요성을 강조했고, 처칠은 항상 독일이 이탈리아의 "부드러운 하복부"(연합군이 이미 침공한)와 발칸 반도에서 더 취약하다고 느꼈다. 당사자들은 나중에 영국과 미국이 1944년 5월에 프랑스에 대한 해협 횡단 침공과 별도의 남프랑스 침공을 시작하기로 합의했다. 스탈린은 전쟁 후 소련이 독일과의 독일-소련 불가침 조약에 따라 점령한 폴란드 지역을 합병해야 한다고 주장했고, 처칠은 이를 보류했다.
1944년에 소련은 바그라티온 작전, 즉 독일 중앙집단군에 대한 벨라루스의 대규모 공세를 포함하여 동유럽을 가로질러 독일을 향해 상당한 진격을 했다. 스탈린, 루스벨트, 처칠은 긴밀히 협력하여 바그라티온 작전이 미국과 영국군이 프랑스 북부 해안의 독일 점령하 서유럽 침공을 시작하는 시기와 거의 동시에 이루어지도록 했다. 이 작전으로 소련은 벨라루스와 서부 우크라이나를 되찾았고, 중앙집단군을 효과적으로 파괴하여 독일군 30만 명의 사상자를 발생시켰지만, 소련군도 75만 명이 넘는 사상자를 냈다.

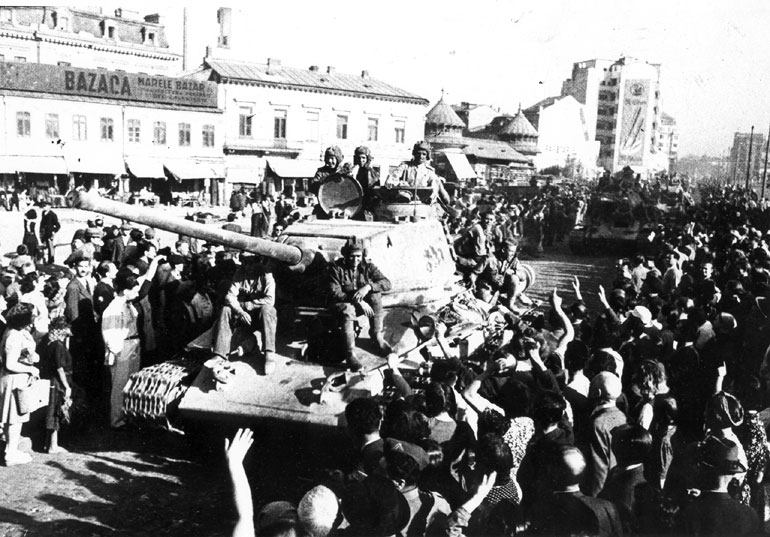
1944년 8월 31일 부쿠레슈티에 입성하는 소련군을 맞이하는 루마니아인들.

바그라티온 작전과 그 이후 1년간의 성공은 상당 부분 강력한 독일 국방군과의 지난 몇 년간의 전투에서 고통스러운 교훈을 얻은 전술적으로 향상된 노련한 붉은 군대 덕분이었다. 즉, 공세의 더 나은 계획, 포병의 효율적인 사용, 스탈린의 "한 걸음도 물러서지 마라"는 명령과 달리 공격 중 시간과 공간의 더 나은 관리가 성공의 요인이었다. 덜 중요하게는, 바그라티온의 성공은 연료와 무기가 부족하여 효과적으로 작전할 수 없었던 약화된 독일 국방군과 인력과 물자에서 성장하는 소련의 우위, 그리고 서부 전선에서 연합군의 공격 때문이었다. 1944년 5월 1일 연설에서 스탈린은 이탈리아 전역에서 독일 자원을 분산시킨 서방 연합국을 칭찬했고, 타스 통신은 서방 연합국에서 들어오는 막대한 양의 보급품 목록을 자세히 발표했으며, 스탈린은 1944년 11월 연설에서 서방에서의 연합군 노력으로 이미 75개 독일 사단이 해당 지역 방어에 투입되었으며, 그렇지 않았다면 붉은 군대는 아직 소련 영토에서 독일 국방군을 몰아낼 수 없었을 것이라고 말했다. 약화된 독일 국방군 또한 소련의 공세에 도움이 되었는데, 효과적인 독일군 반격이 불가능했기 때문이다.

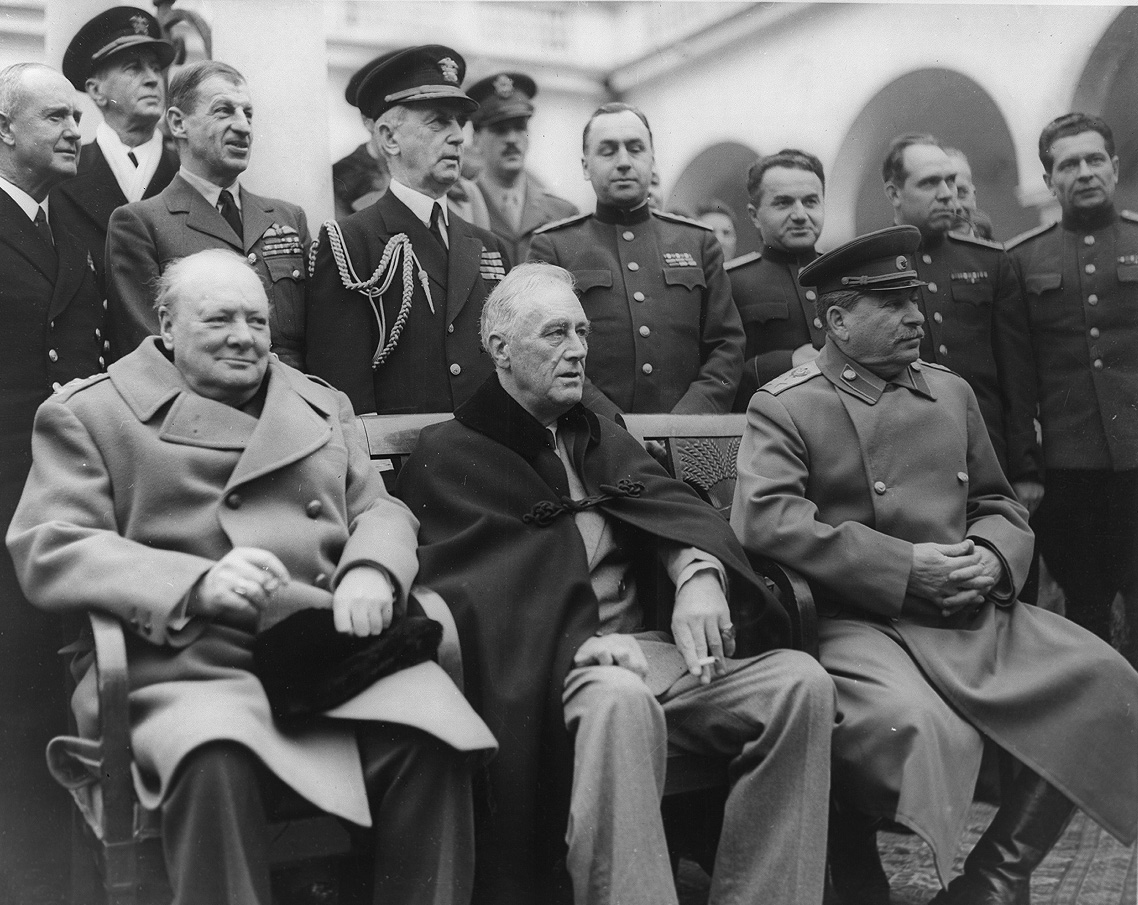
1945년 2월 소련 얄타에서 영국 총리 윈스턴 처칠, 미국 대통령 프랭클린 D. 루스벨트 그리고 소련 지도자 이오시프 스탈린

1944년 여름부터 강화된 독일 중앙집단군은 거의 반년 동안 소련군이 바르샤바 주변으로 진격하는 것을 저지했다. 일부 역사가들은 소련의 진격 실패가 붉은 군대가 접근했을 때 발생한 1944년 8월 폴란드 국내군의 바르샤바 봉기 구성원들을 독일 국방군이 학살하도록 의도적으로 소련이 지연시킨 것이라고 주장하지만, 다른 역사가들은 이 주장을 반박하며 해당 지역에서 독일 국방군을 격퇴하려는 소련군의 상당한 실패한 노력을 인용한다. 1944년 초, 스탈린은 독일과의 독일-소련 불가침 조약에서 분할된 폴란드 지역을 소련이 합병할 것이라고 주장했고, 영국이 전후 폴란드에 참여해야 한다고 주장했던 폴란드 망명정부는 폴란드 국경이 전전 위치로 복원되어야 한다고 요구했다. 이 균열은 소련이 전후 소련과 친밀한 폴란드를 만들려는 계획을 위협한다고 느꼈던 반공 폴란드 망명정부와 폴란드 국내군에 대한 스탈린의 노골적인 적대감을 더욱 부각시켰다. 스탈린이 폴란드 국내군에 대한 보급을 거부하고, 미국 보급기가 폴란드 국내군에 보급품을 운반하기 위해 필요한 소련 공군 기지를 사용하는 것을 거부하면서 갈등은 더욱 악화되었다. 스탈린은 루스벨트와 처칠에게 보낸 편지에서 이를 "권력을 추구하는 범죄자"라고 지칭했다. 이러한 행동의 잠재적인 파급 효과에 대해 우려한 스탈린은 나중에 폴란드 반군에게 소련 보급품을 공중 투하하기 시작했지만, 대부분의 보급품은 독일군의 손에 들어갔다. 이 봉기는 2만 명의 폴란드 반군과 최대 20만 명의 민간인이 독일군에 의해 사망하는 재앙으로 끝났고, 소련군은 1945년 1월에 도시에 진입했다.

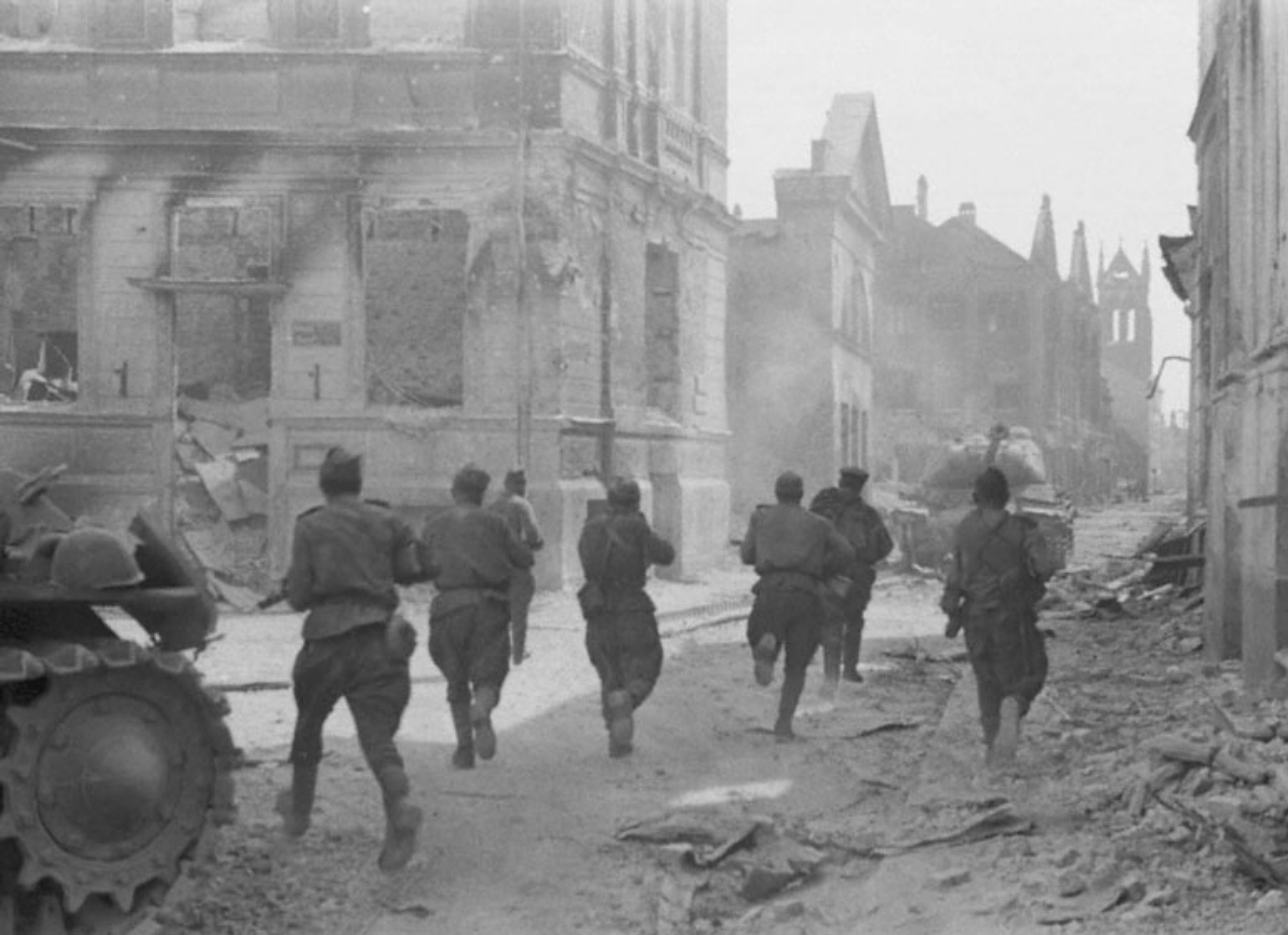
1944년 8월 16일, 라트비아 옐가바 시에서 공격 중인 제1발트 전선의 소련 병사들

다른 중요한 진전은 1944년 후반에 일어났다. 8월의 루마니아와 불가리아 침공 등이 그것이다. 소련은 1944년 9월 불가리아에 선전포고하고 침공하여 공산주의 정부를 수립했다. 이들 발칸 국가들을 침공한 후, 스탈린과 처칠은 1944년 가을에 만나 여러 발칸 국가들의 "세력권"에 대한 다양한 비율에 합의했지만, 두 지도자의 외교관들은 그 용어가 실제로 무엇을 의미하는지 알지 못했다. 붉은 군대는 또한 1944년 후반에 리투아니아와 에스토니아에서 독일군을 축출했으며, 이 과정에서 26만 명의 소련군 사상자가 발생했다.
비보르크-페트로자보츠크 공세는 핀란드군을 1941년에 얻은 영토에서 몰아냈지만, 소련군의 진격은 탈리-이한탈라 전투에서 중단되었다. 더 북쪽에서는 부오살미 전투와 이로만치 전투에서의 핀란드군 승리가 핀란드 방어선을 돌파하려는 소련군의 추가적인 시도를 저지했다. 핀란드와 소련은 1944년 9월 19일 모스크바 휴전 협정을 체결하여 계속 전쟁을 종결시켰다.
1944년 말, 소련군은 부다페스트 공세에서 헝가리를 점령하기 위해 격렬하게 싸웠지만, 점령할 수 없었다. 이는 스탈린에게 너무나 민감한 주제여서 그의 지휘관들이 이에 대해 언급하는 것을 금지했다. 독일군은 이후의 부다페스트 공방전에서 1945년 2월까지 버텼고, 잔존 헝가리군은 소련과 휴전 협정을 체결했다. 부다페스트에서의 승리는 붉은 군대가 1945년 4월 빈 공세를 시작할 수 있게 했다. 북동쪽에서는 벨라루스와 서부 우크라이나의 점령으로 소련군은 대규모 비스와-오데르 공세를 시작할 수 있었다. 독일 정보부는 소련군이 3대 1의 수적 우위를 가질 것이라고 잘못 추측했지만 실제로는 5대 1이었다(200만 명 이상의 붉은 군대 병력이 45만 명의 독일군 방어병을 공격). 이 성공적인 작전의 절정은 붉은 군대가 폴란드의 비스와강에서 동독의 독일 오데르강까지 진격하는 결과를 낳았다.
스탈린의 전략가로서의 단점은 소련군의 막대한 인명 손실과 초기 소련군 패배에서 자주 언급된다. 그 예로 1942년 여름 공세는 붉은 군대의 더욱 많은 손실과 독일군의 주도권 재탈환으로 이어졌다. 스탈린은 결국 자신의 부족한 전문 지식을 인정하고 전쟁 수행을 위해 전문 장군들에게 의지했다.
게다가 스탈린은 다른 유럽 군대들이 나치 군사 효율성에 직면했을 때 완전히 붕괴되었다는 것을 잘 알고 있었고, 그의 군대를 격려하는 공포와 애국심에 대한 민족주의적 호소로 효과적으로 대응했다. 그는 또한 러시아 정교회에도 호소했다.

## 최종 승리

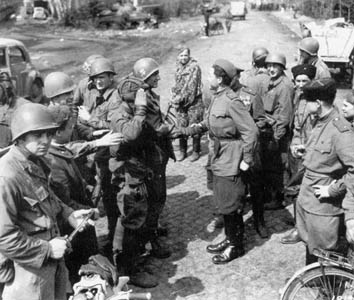
1945년 4월, 엘베강 동쪽에서 만난 미군과 소련군

1945년 4월까지 나치 독일은 마지막 날을 맞이했고, 동부 전선에서는 190만 명의 독일군이 640만 명의 붉은 군대 병사와 싸웠으며, 서부 전선에서는 100만 명의 독일군이 400만 명의 서방 연합군 병사와 싸웠다. 처음에는 연합군이 베를린을 향한 경쟁을 벌일 것이라는 이야기가 있었지만, 스탈린이 1945년 2월 얄타에서 동독이 소련의 "세력권"에 속하도록 성공적으로 로비한 후, 서방 연합군은 지상 작전을 통해 도시를 점령할 계획을 세우지 않았다. 스탈린은 엘베강에 주둔한 서방 연합군이 독일 수도로 진격할 수 있다고 의심했으며, 마지막 날에도 미국이 두 개의 공수 사단을 사용하여 도시를 점령할 수 있다고 생각했다.
스탈린은 서방 연합군이 점령한 영토를 넘겨주지 않을 것이라고 믿지 않았기 때문에 붉은 군대가 독일로 넓은 전선에 걸쳐 빠르게 진격하도록 지시했으며, 베를린 점령을 최우선 목표로 삼았다. 동프로이센을 성공적으로 점령한 후, 세 개의 붉은 군대 전선이 동독의 중심부로 수렴했고, 오데르-나이세 전투는 소련군을 베를린의 문턱에 사실상 도달하게 했다. 4월 24일까지 두 소련 전선의 일부 병력이 베를린을 포위했다. 4월 20일 주코프의 제1벨라루스 전선군은 베를린에 대한 대규모 포격을 시작했는데, 이는 도시가 항복할 때까지 끝나지 않았다. 1945년 4월 30일 히틀러와 에바 브라운은 자살했고, 그 후 소련군은 히틀러의 지시에 따라 불태워진 그들의 유해를 발견했다. 잔존 독일군은 1945년 5월 7일 공식적으로 무조건 항복했다. 일부 역사가들은 스탈린이 정치적인 이유로 다른 지역을 점령하기 위해 베를린을 향한 마지막 최종 공격을 두 달 지연시켰고, 이로 인해 독일 국방군이 준비할 시간을 벌어 소련군 사상자가 증가했다고 주장한다(40만 명 초과). 다른 역사가들은 이 주장에 이의를 제기한다.

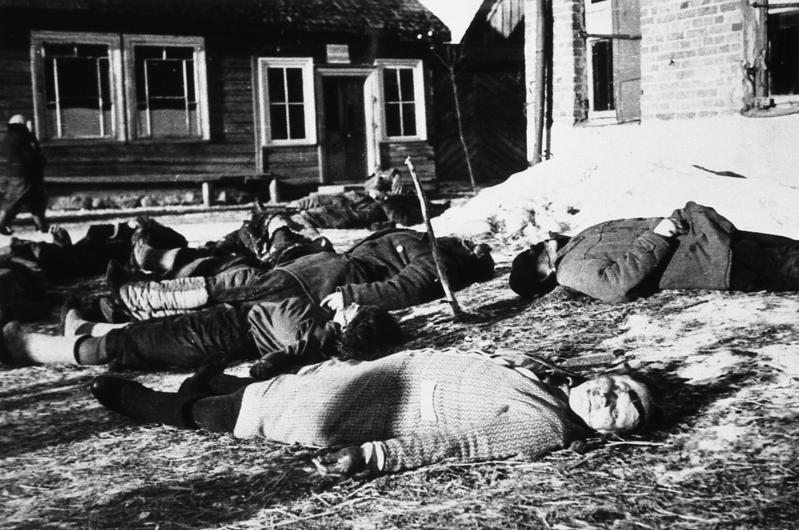
민스크 근처에서 소련 민간인들의 대량 학살. 나치는 점령된 소련 벨라루스의 5,295개 지역에서 민간인을 살해했다.

소련이 히틀러의 유해를 확보했음에도 불구하고, 스탈린은 그의 오랜 숙적이 실제로 죽었다고 믿지 않았으며, 이러한 믿음은 전쟁 후 수년 동안 지속되었다. 스탈린은 나중에 보좌관들에게 히틀러의 삶에 대한 비밀 책을 자신의 개인 독서를 위해 수년 동안 연구하고 작성하도록 지시했다.

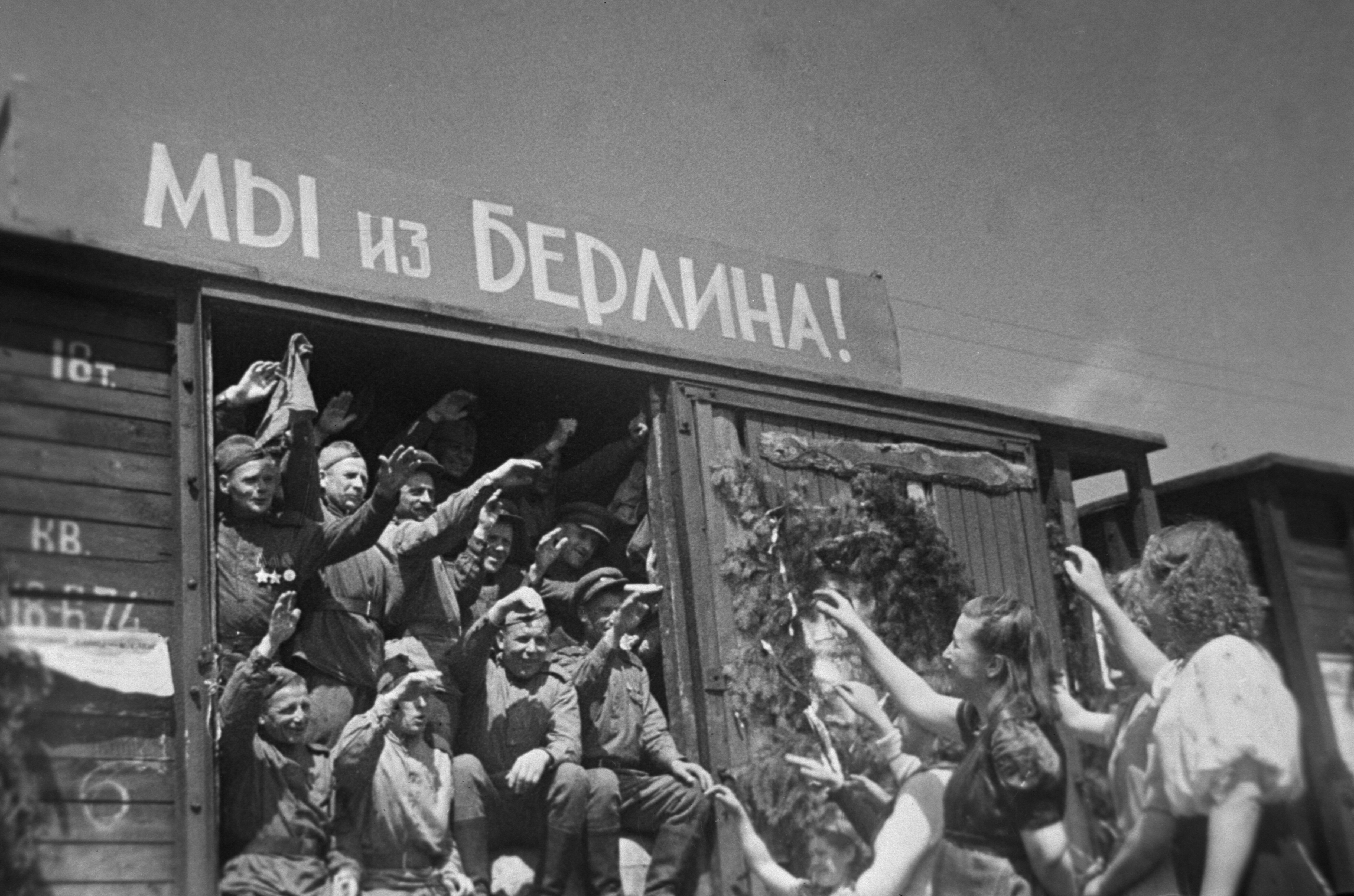
1945년 7월 민스크 기차역에서 제대 병사들을 맞이하는 모습

독일 침략을 막아내고 제2차 세계 대전에서 나치 독일에 대한 승리를 이끄는 데 소련은 막대한 희생을 치러야 했다(인류 역사상 다른 어떤 나라보다 더 많았다). 소련의 사상자는 약 2,700만 명에 달했다. 수치는 다양하지만, 소련 민간인 사망자 수는 아마도 1,800만 명에 달했을 것이다. 수백만 명의 소련 병사와 민간인이 독일 구금 캠프와 강제 노동 공장으로 사라졌고, 수백만 명이 영구적인 신체적, 정신적 손상을 입었다. 서부 러시아와 우크라이나의 자원 및 제조 능력 손실을 포함한 소련의 경제적 손실도 재앙적이었다. 이 전쟁으로 약 7만 개의 소련 도시, 마을, 촌락이 파괴되었고 - 600만 채의 주택, 9만 8천 개의 농장, 3만 2천 개의 공장, 8만 2천 개의 학교, 4만 3천 개의 도서관, 6천 개의 병원, 그리고 수천 킬로미터의 도로와 철도 선로가 파괴되었다.
1945년 8월 9일, 소련은 일본이 지배하는 만주국을 침공하고 일본에 선전포고했다. 노련한 소련군과 그들의 경험 많은 지휘관들은 만주, 남사할린 (1945년 8월 11일 ~ 1945년 9월 1일), 쿠릴 열도 (1945년 8월 18일 ~ 1945년 9월 1일), 그리고 한국 일부 (1945년 8월 14일 ~ 1945년 8월 24일)에서 일본이 점령한 영토를 빠르게 정복했다. 히로시마 (1945년 8월 6일)와 나가사키 (1945년 8월 9일) 폭격 이후 흔들리던 일본 제국 정부는 소련군이 일본 본토에 빠르게 접근하자 1945년 8월 15일 연합국에 대한 실질적인 항복을 발표했고, 1945년 9월 2일 공식적으로 항복했다.
1945년 6월, 소련 공산당 중앙위원회 정치국은 스탈린에게 소련의 승리에서 그의 역할에 대해 새로 창설된 소비에트 연방대원수 계급을 수여했는데, 이는 당시 국가의 최고 군사 계급이 되었다(소비에트 연방원수보다 상위). 스탈린의 "개인숭배"는 1944년 모스크바 인민대표 소비에트 회의에서 1944년 11월 6일 스탈린의 연설 "위대한 10월 사회주의 혁명 27주년"(러시아어: «27-я годовщина Великой Октябрьской социалистической революции»)에서 발췌한 "스탈린의 10회 연쇄공격"의 열거 이후 그의 개인적인 군사 지도력을 강조했다.

## 탄압
1941년 8월 16일, 흐트러진 소련 방어 체계를 되살리려는 시도로 스탈린은 명령 제270호를 발표하여 "계급장을 떼어내고 탈영하거나 항복하는" 모든 지휘관이나 정치위원은 악의적인 탈영병으로 간주해야 한다고 요구했다. 이 명령은 상관들에게 이러한 탈영병을 즉석에서 사살하도록 지시했다. 그들의 가족들은 체포 대상이 되었다. 이 명령의 두 번째 조항은 포위된 모든 부대가 모든 가능성을 동원하여 싸우도록 지시했다. 이 명령은 또한 사단 지휘관에게 전장에서 직접 전투를 지휘하지 못한 지휘관을 강등시키고, 필요한 경우 즉석에서 사살하도록 요구했다. 그 후, 스탈린은 재판 없이 "겁쟁이"라는 이유로 총살된 여러 군사 지휘관들을 숙청하기도 했다.
1941년 6월, 독일 침공이 시작된 지 몇 주 만에 스탈린은 후퇴하는 붉은 군대가 독일군이 장악하기 전에 인프라와 식량 공급을 파괴하는 초토화 정책을 통해 적에게 자원을 주지 않도록 지시했으며, 파르티잔은 피난 지역에 배치되어야 한다고 지시했다. 이는 독일군에 의한 학대와 함께 남겨진 민간인들에게 굶주림과 고통을 야기했다. 스탈린은 히틀러가 불만을 품은 소련 시민들을 이용하여 자신의 정권에 맞서 싸울 것을 두려워했다. 특히 굴라크에 수감된 사람들을 두려워했다. 따라서 그는 내무인민위원부(NKVD)에 상황을 처리하도록 명령했다. 그들은 칼을 사용하여 사람들을 살해하고 혼잡한 감방에 수류탄을 던지는 등 약 10만 명의 정치범을 소련 서부 전역에서 살해했다. 다른 많은 사람들은 단순히 동쪽으로 추방되었다.

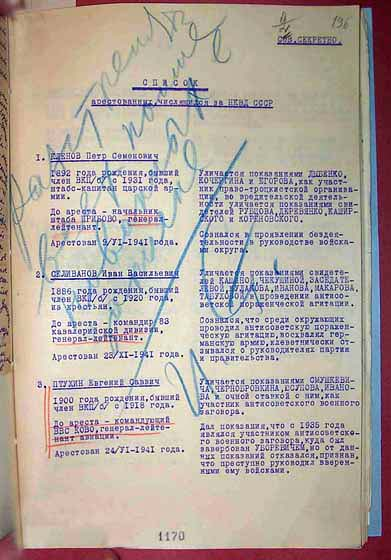
베리야의 1942년 1월 29일 제안, 소련 장군 46명 처형. 스탈린의 결의: "명단에 있는 모두를 총살하라. – J. St."

1942년 7월, 스탈린은 명령 제227호를 발표하여 상관의 허가 없이 후퇴를 허용한 연대, 대대 또는 군의 지휘관이나 정치위원은 군사 재판에 회부될 것이라고 지시했다. 이 명령은 징계 위반으로 유죄 판결을 받은 병사들을 징벌 대대에 강제로 배정하도록 요구했으며, 이들은 전선에서 가장 위험한 지역으로 보내졌다. 1942년부터 1945년까지 427,910명의 병사가 징벌 대대에 배정되었다. 이 명령은 또한 "저지 부대"가 후방에서 도망치는 공포에 질린 병사들을 사살하도록 지시했다. 명령 발효 후 첫 3개월 동안 1,000명의 징벌 병사들이 "저지 부대"에 의해 총살되었고, 24,933명의 병사들이 징벌 대대로 보내졌다. 처음에는 어느 정도 효과가 있었지만, 이 조치는 병사들의 사기에 악영향을 미치는 것으로 판명되었고, 따라서 1942년 10월에는 정규 저지 부대의 개념이 조용히 폐지되었다. 1944년 10월 29일에는 저지 부대가 공식적으로 해체되었다.
독일 포로 생활에서 살아남은 소련군 포로와 강제 노동자들은 잠재적인 반역자를 식별하기 위한 특별 "수용" 또는 "여과" 캠프로 보내졌다. 송환된 약 400만 명 중 2,660,013명은 민간인이었고, 1,539,475명은 전 포로였다. 전체 중 2,427,906명은 고향으로 송환되었고, 801,152명은 군대로 재징집되었으며, 608,095명은 국방부 노무 대대에 등록되었고, 226,127명은 처벌을 위해 내무인민위원부(NKVD)의 권한으로 이관되었는데, 이는 굴라크 시스템으로 이관되는 것을 의미했다. 그리고 89,468명은 송환 절차가 1950년대 초에 최종적으로 마무리될 때까지 수용 인원으로 수용 캠프에 남아 있었다.

## 소련의 전쟁 범죄
"...나는 우리 최고위층 관료들의 비정함, 우리 처형자들의 잔혹함을 언급할 때마다 대위 계급장을 달고 불길에 휩싸인 동프로이센을 행진하던 내 포병대 시절을 떠올리며 말한다: '그렇다면 우리는 더 나았나?'— 알렉산드르 솔제니친, 수용소 군도

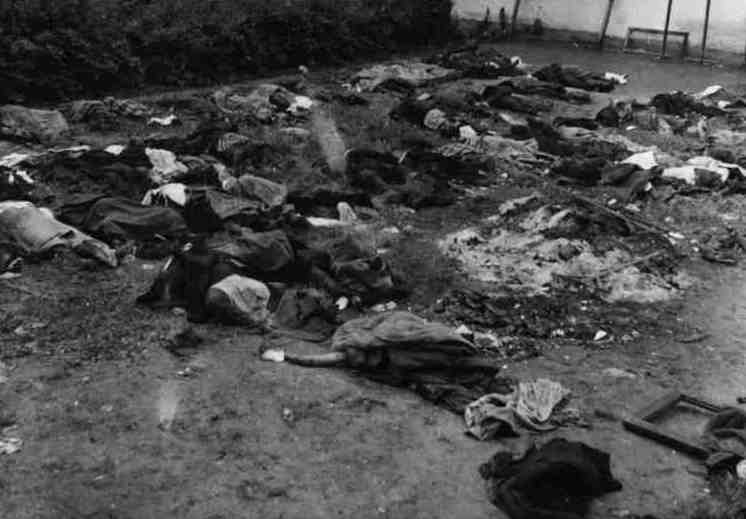
1941년 6월 내무인민위원부 포로 학살의 희생자들

소련군은 독일 여성과 소녀들을 강간한 것으로 보고되었으며, 총 피해자 추정치는 수만 명에서 2백만 명에 이른다. 부다페스트 (헝가리) 점령 기간 및 이후, 약 5만 명의 여성과 소녀들이 강간당한 것으로 추정된다. 유고슬라비아에서 발생한 강간에 대해 스탈린은 유고슬라비아 파르티잔 지도자의 불평에 대해 "수천 킬로미터를 피와 불, 죽음을 헤치고 온 병사가 여자와 즐기거나 사소한 것을 가져가는 것을 이해할 수 없단 말인가?"라고 답했다.
독일, 루마니아, 헝가리와 같은 이전 추축국에서 붉은 군대 장교들은 일반적으로 도시, 마을, 농장을 약탈과 약탈의 대상으로 보았다. 예를 들어, 붉은 군대 병사들과 내무인민위원부(NKVD) 요원들은 1944년과 1945년에 폴란드에서 수송 열차를 자주 약탈했으며, 소련 병사들은 뎀민 시 중심부에 불을 지르고 주민들이 불을 끄는 것을 막았는데, 이는 여러 강간과 함께 900명 이상의 시민이 자살하는 데 일조했다. 독일의 소련 점령 지역에서 SED 당원들이 스탈린에게 소련 병사들의 약탈과 강간이 전후 동독에서 사회주의의 미래에 부정적인 결과를 초래할 수 있다고 보고하자, 스탈린은 분노하며 반응했다: "나는 누구도 붉은 군대의 명예를 더럽히는 것을 용납하지 않을 것이다." 따라서 붉은 군대에 의한 약탈, 강간 및 파괴에 대한 모든 증거는 소련 점령 지역의 기록 보관소에서 삭제되었다.
최근 수치에 따르면, 독일군, 일본군, 헝가리군, 루마니아군 등을 포함하여 러시아군이 잡은 약 400만 명의 포로 중 약 58만 명은 돌아오지 못했는데, 아마도 궁핍이나 굴라크의 희생자일 것이다. 이에 비해 독일군 수용소에서 사망한 소련군 포로는 560만 명 중 350만 명이었다.

## 나치 독일의 전쟁 범죄

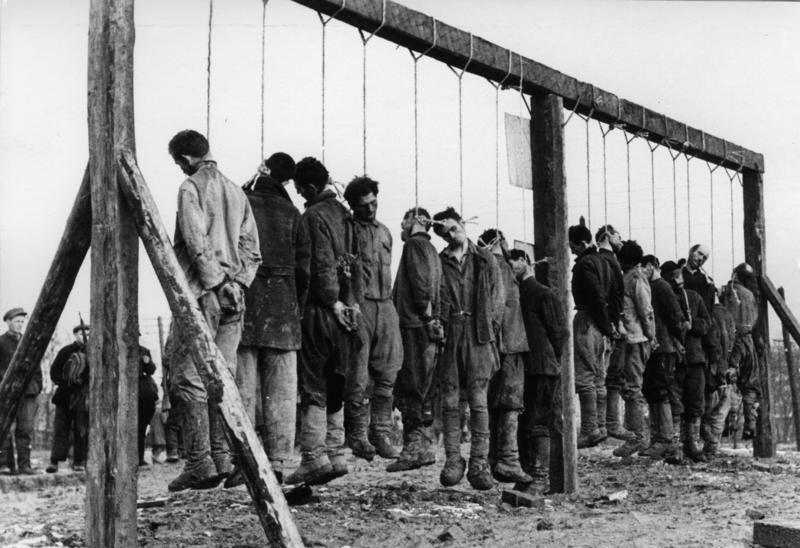
소련 어딘가에서 파르티잔으로 의심되어 교수형에 처해진 남성들

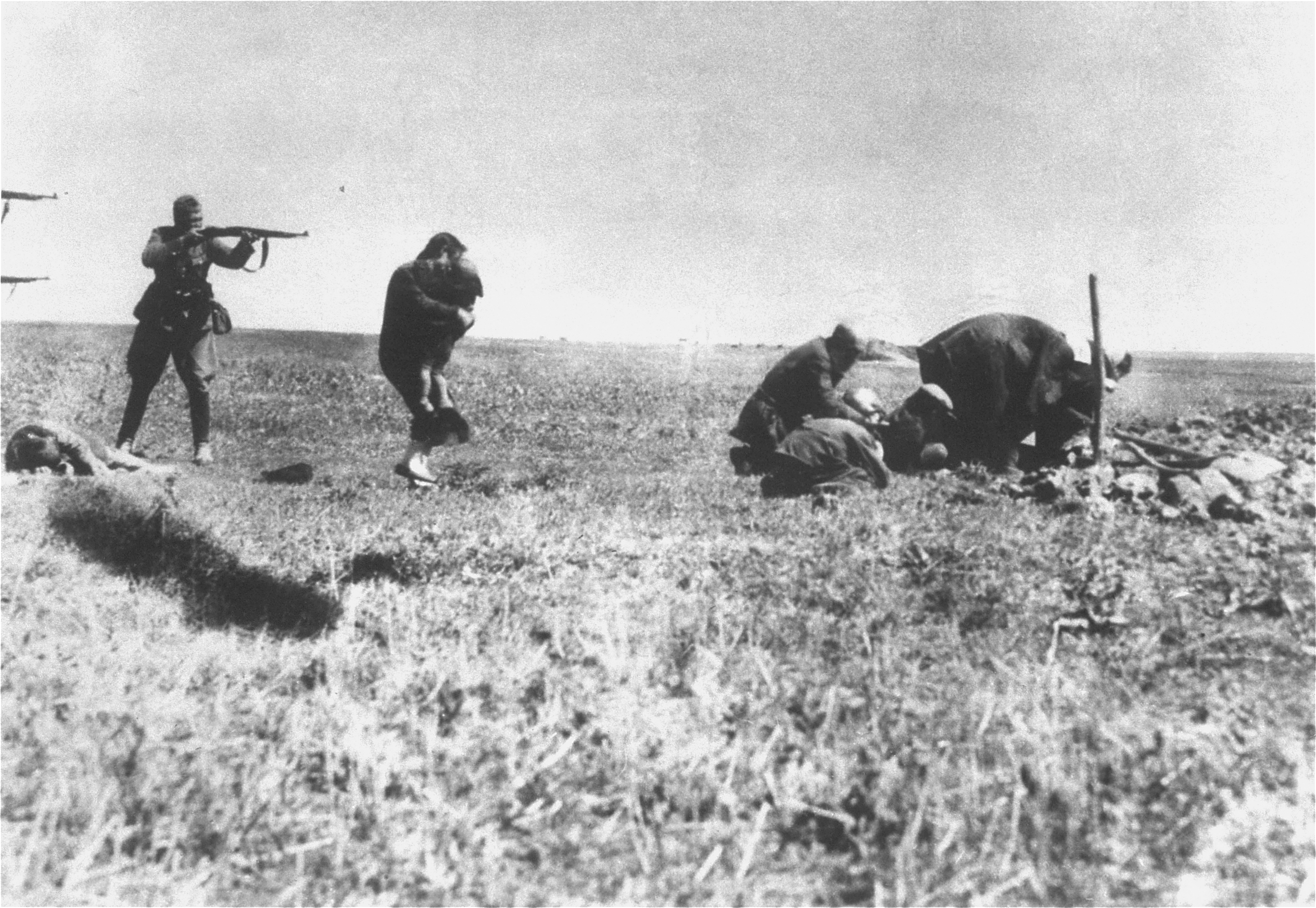
1942년 우크라이나 이반호로드에서 유대인들을 살해하는 독일 특수작전집단

나치 선전은 독일 국방군 병사들에게 소련 침공이 절멸 전쟁이라고 말했다.
영국 역사가 이언 커쇼는 독일 국방군의 임무가 히틀러의 아리아 헤렌폴크("아리아 주인 민족") 요건을 충족하는 사람들이 생활 공간을 확보하도록 하는 것이라고 결론 내렸다. 그는 다음과 같이 썼다.
나치 혁명은 홀로코스트 그 이상이었다. 두 번째 목표는 중앙 및 동유럽에서 슬라브족을 제거하고 아리아인을 위한 레벤스라움을 만드는 것이었다. ... 바르토프(The Eastern Front; Hitler's Army)가 보여주듯이, 이것은 동부 전선에서 독일군을 야만화했다. 장군부터 일반 병사까지 3백만 명의 대부분은 포로 슬라브 병사와 민간인을 절멸시키는 데 일조했다. 이것은 때로는 개인에 대한 냉정하고 의도적인 살인(유대인의 경우처럼)이었고, 때로는 일반적인 잔혹성과 방치였다. ... 독일 병사들의 편지와 회고록은 그들의 끔찍한 추론을 드러낸다: 슬라브족은 '아시아-볼셰비키' 무리이며, 열등하지만 위협적인 인종이었다
전쟁 초기 몇 달 동안 독일군이 모스크바와 레닌그라드에 거의 도달할 정도로 빠르게 진격하는 동안, 대다수의 소련 산업 시설은 대피할 수 없는 경우 파괴되거나 독일 점령으로 인해 손실되었다. 농업 생산은 중단되었고, 곡물 수확물은 밭에 남아 나중에 1930년대 초반을 연상시키는 기근을 초래했다. 전쟁 물류 역사상 가장 위대한 업적 중 하나로, 공장들은 엄청난 규모로 대피되었는데, 1523개 공장이 해체되어 캅카스, 중앙아시아, 우랄, 시베리아 지역으로 가는 네 가지 주요 경로를 따라 동쪽으로 운송되었다. 일반적으로 도구, 금형 및 생산 기술이 설계도, 경영진, 엔지니어링 직원 및 숙련공과 함께 이동되었다.
소련 전체가 전쟁 노력에 전념하게 되었다. 소련 인구는 아마도 제2차 세계 대전 참전국 중 가장 전쟁의 물질적 어려움을 견딜 준비가 되어 있었을 것이다. 이는 주로 소련인들이 과거, 특히 전시 동안의 경제 위기와 부족에 익숙했기 때문이다. 제1차 세계 대전도 식량 제한을 가져왔다. 그럼에도 불구하고 상황은 심각했다. 제2차 세계 대전은 소련 영토에서 벌어졌고 막대한 파괴를 초래했기 때문에 소련 시민들에게 특히 파괴적이었다. 독일군의 포위 아래 레닌그라드에서는 100만 명 이상이 굶주림과 질병으로 사망했다. 많은 공장 노동자들은 십대, 여성, 노인들이었다. 정부는 1941년에 배급제를 시행하여 전국적으로 빵, 밀가루, 곡물, 파스타, 버터, 마가린, 식물성 기름, 고기, 생선, 설탕, 제과류에 처음 적용했다. 배급량은 전쟁 중 다른 지역에서는 대체로 안정적이었다. 추가 배급은 너무 비싸서 특히 급여를 잘 받는 사람이 아니라면 시민의 식량 공급에 크게 기여할 수 없었다. 농민들은 배급을 받지 못했고, 스스로 경작한 지역 자원으로 버텨야 했다. 대부분의 시골 농민들은 힘든 생활과 참을 수 없는 빈곤에 시달렸지만, 일부는 남은 농산물을 비싼 값에 팔아 루블 백만장자가 되었고, 전쟁이 끝난 지 2년 후의 통화 개혁으로 그들의 부는 사라졌다.
혹독한 조건에도 불구하고 전쟁은 소련 민족주의와 통합의 급증으로 이어졌다. 소련 선전은 과거의 극단적인 공산주의 수사를 약화시켰고, 사람들은 이제 독일 침략자들의 악으로부터 조국을 보호한다는 믿음으로 단결했다. 협력자로 간주된 소수 민족은 추방되었다. 이전에 기피되었던 종교는 종교적 요소를 동원하기 위해 소련 사회에서 공산당 선전 캠페인의 일부가 되었다.
전쟁 중 소련 사회의 사회 구성은 급격히 변화했다. 1941년 6월과 7월에는 전쟁으로 헤어지게 될 사람들 사이에 결혼이 폭발적으로 증가했으며, 그 후 몇 년 동안 결혼율은 급격히 떨어졌고, 출산율도 곧이어 평화 시기의 절반 수준으로 떨어졌다. 이러한 이유로 전쟁 중 여러 자녀를 둔 어머니들은 충분한 수의 자녀를 가질 경우 상당한 영예와 금전적 혜택을 받았다. 어머니들은 넷째 자녀를 낳으면 약 1,300루블을, 열 번째 자녀를 낳으면 최대 5,000루블을 벌 수 있었다.
독일 병사들은 체포된 파르티잔 여성들과 다른 여성들의 몸에 "히틀러 군대의 창녀"라는 낙인을 찍고 강간하곤 했다. 포로로 잡힌 후 일부 독일 병사들은 강간과 강간 살해를 저지른 것에 대해 생생하게 자랑했다. 수잔 브라운밀러는 강간이 유대인, 러시아인, 폴란드인과 같이 열등하다고 간주되는 사람들을 정복하고 파괴하려는 나치의 목표에서 핵심적인 역할을 했다고 주장한다. 1942년 소위 "몰로토프 노트"에는 독일 병사들이 저지른 광범위한 강간 목록이 작성되었다. 브라운밀러는 나치가 강간을 테러 무기로 사용했다고 지적한다.

## 레닌그라드에서의 생존

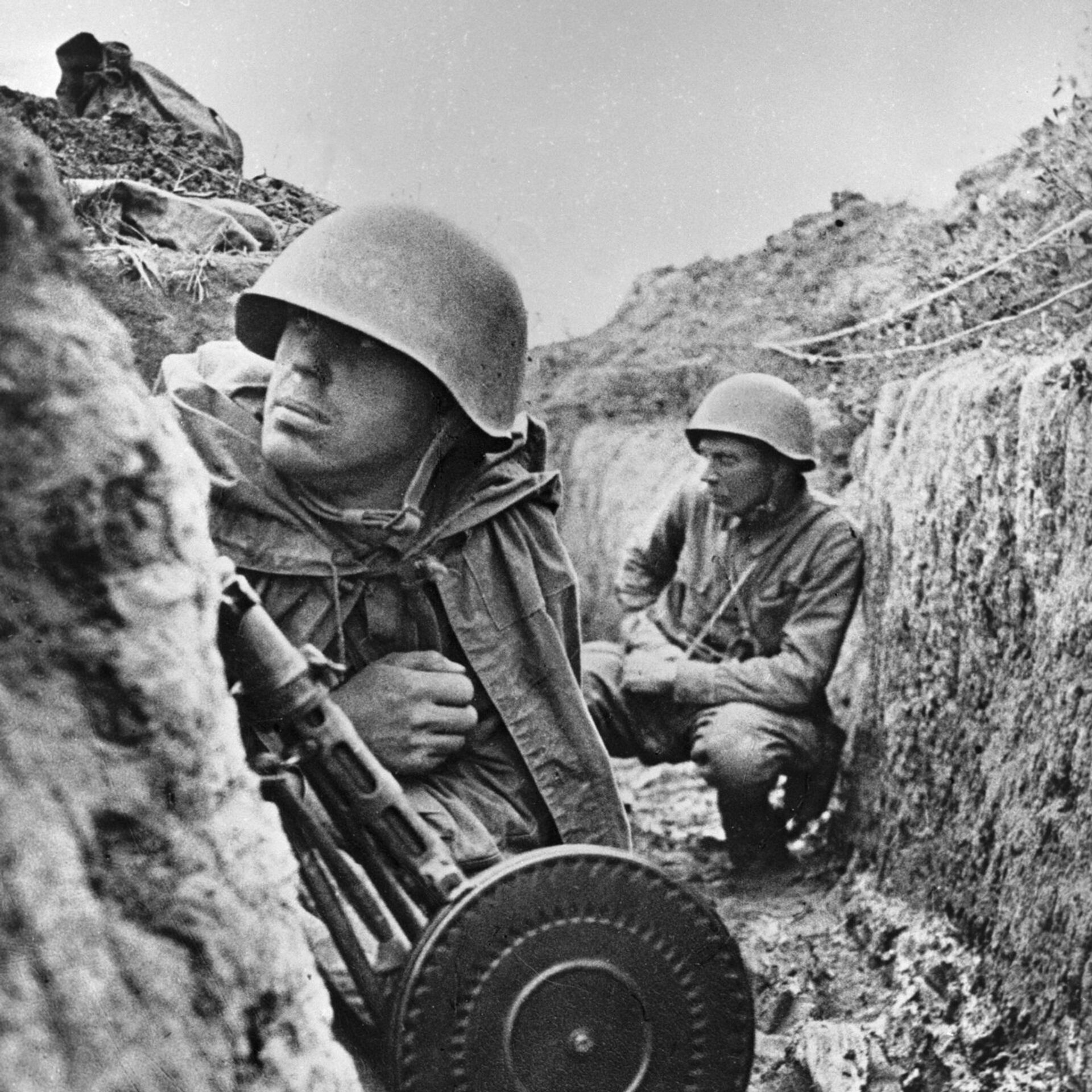
레닌그라드 전선에서 공세 전 소련 병사들

레닌그라드시는 1941년 9월 8일부터 1944년 1월 27일까지 872일 동안 포위되어 전쟁 중 소련의 다른 어떤 도시보다 더 많은 고통과 어려움을 견뎌냈다. 레닌그라드 포위전 동안 굶주림, 영양실조, 질병, 굶주림, 심지어 카니발리즘까지 흔해졌다. 민간인들은 체중이 줄고, 약해졌으며, 질병에 더 취약해졌다. 레닌그라드 시민들은 다양한 성공률로 여러 방법을 통해 살아남았다. 포위가 시작되기 전에 단 40만 명만이 대피했기 때문에, 레닌그라드에는 40만 명의 어린이를 포함하여 250만 명이 남아 있었다. 더 많은 사람들이 도시를 탈출할 수 있었는데, 라도가호가 얼어붙어 사람들이 얼음길, 즉 "생명의 길"을 통해 안전하게 걸어갈 수 있을 때 가장 성공적이었다.

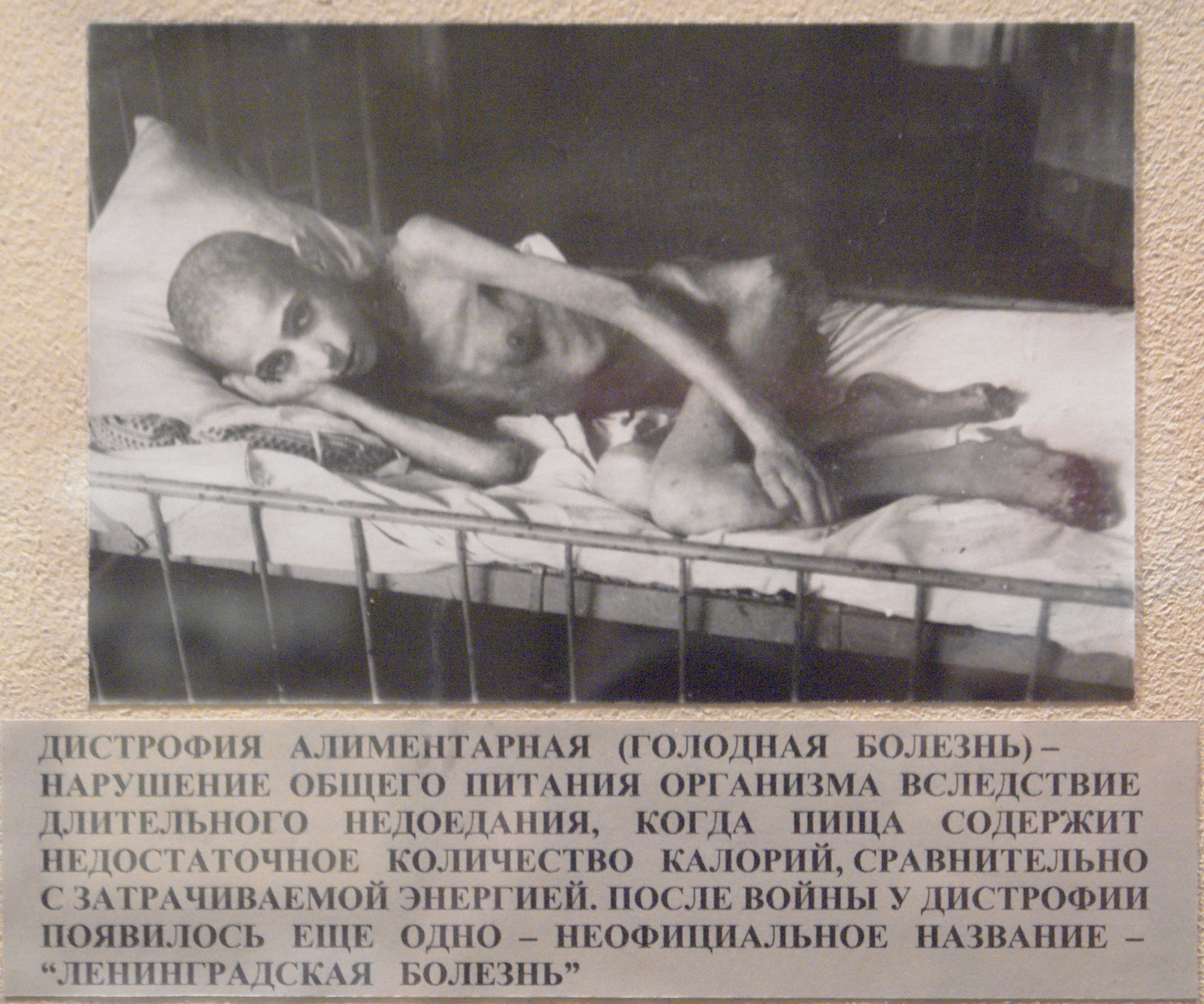
1941년 포위된 레닌그라드의 굶주림 희생자

포위 기간 동안 대부분의 생존 전략은 도시 내에 머물면서 재치나 운으로 문제를 해결하는 것이었다. 한 가지 방법은 공장 취업을 확보하는 것이었다. 많은 공장이 자율적으로 운영되었고, 겨울 동안 식량과 난방과 같은 생존 도구를 더 많이 보유했기 때문이었다. 노동자들은 일반 시민보다 더 많은 배급을 받았고, 중요한 물품을 생산하는 공장은 전기를 공급받을 가능성이 높았다. 공장은 또한 상호 지원 센터 역할을 했으며, 진료소와 청소부, 옷을 꿰매고 수선하는 여성 팀과 같은 기타 서비스를 제공했다. 공장 직원들도 때때로 절망에 빠져 식량이 부족한 공장에서 아교나 말을 먹는 지경에 이르렀지만, 공장 취업은 가장 일관되게 성공적인 생존 방법이었으며, 일부 식품 생산 공장에서는 단 한 명의 사망자도 발생하지 않았다.
소련 공동체에 열려 있던 생존 기회에는 물물교환과 개인 소유지에서의 농업이 포함되었다. 특히 군인과 민간인 간의 개인 물물교환 및 거래가 흔해지면서 암시장이 번성했다. 남는 식량이 많았던 군인들은 여분의 따뜻한 옷을 가진 소련 시민들과 거래하기를 열망했다. 봄에 채소밭을 가꾸는 것이 인기를 얻었는데, 주로 시민들이 자신들의 밭에서 키운 모든 것을 가질 수 있었기 때문이다. 이 캠페인은 또한 강력한 심리적 효과를 가져와 사기를 높였는데, 이는 빵만큼이나 중요한 생존 요소였다.
가장 절박한 소련 시민 중 일부는 어려운 시기에 자신을 부양하는 방법으로 범죄에 의존했다. 가장 흔한 것은 식량과 배급 카드의 절도였다. 이는 영양실조에 걸린 사람에게는 새 카드가 발급되기 하루 이틀 전에 카드가 도난당하면 치명적일 수 있었다. 이러한 이유로 식량 절도는 엄격하게 처벌되었고, 빵 한 덩이를 훔치는 것만으로도 총살될 수 있었다. 살인과 식인 풍습과 같은 더 심각한 범죄도 발생했으며, 이러한 범죄를 퇴치하기 위해 특별 경찰대가 조직되었지만, 포위전이 끝날 무렵에는 식인 풍습으로 약 1,500명이 체포되었다.

## 여파와 피해

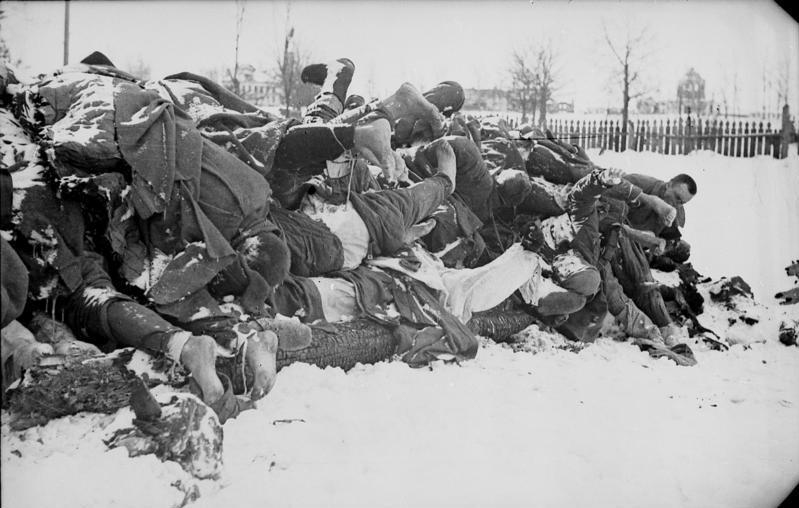
1942년 1월 토로페츠-홀름 공세 중 전사한 소련 병사들

비록 전쟁에서 승리했지만, 이 전쟁은 소련에 깊고 파괴적인 장기적 영향을 미쳤다. 재정적 부담은 재앙적이었다. 한 추정치에 따르면, 소련은 1,920억 달러를 지출했다. 미국은 전쟁 중 소련에 약 110억 달러의 무기대여법 물품을 보냈다.
미국 전문가들은 소련이 1930년대 산업화 노력으로 얻은 부의 거의 전부를 잃었다고 추정한다. 또한 1941년에서 1945년 사이에 경제가 20% 위축되었고, 1960년대가 되어서야 전전 수준을 회복했다. 영국 역사가 클라이브 폰팅은 전쟁 피해액이 소련의 국민 총생산 25년치에 달한다고 추정한다. 소련 주택의 40%가 손상되거나 파괴되었다. 독일 점령 지역의 250만 호 중 100만 호 이상이 파괴되었다. 이로 인해 약 2,500만 명의 소련 시민이 노숙자가 되었다. 독일 점령 지역의 소련 영토에는 약 8,500만 명의 소련 시민, 즉 전체 소련 인구의 거의 45%가 포함되었다. 최소 1,200만 명의 소련인들이 침략하는 독일군을 피해 동쪽으로 도피했다. 소련 자료에 따르면, 추축국은 1,710개의 마을과 70,000개의 촌락, 그리고 65,000km의 철도 선로를 파괴했다. 독일 점령 소련 영토는 2,201,489 km2 (850,000 mi2)에 달했다.
러시아 연방 정부는 1993년 러시아 과학 아카데미의 연구에 근거하여 소련의 전쟁 '손실'을 2,660만 명으로 추정하며, 이는 전투 및 전쟁 관련 노출로 인한 사망자를 포함한다. 여기에는 러시아 국방부가 계산한 8,668,400명의 군사 사망자가 포함된다.
러시아 국방부가 발표한 수치는 대다수 역사가와 학자들에게 받아들여졌지만, 일부 역사가와 학자들은 다른 추정치를 제시한다.
공공 정책 및 역사학 교수 브루스 로블렛 쿠닐홀름은 소련 측이 1,100만 명의 군인 사망자와 추가로 700만 명의 민간인 사망자를 냈으며, 총 1,800만 명의 사망자가 발생했다고 추정한다. 미국 군사 역사가 얼 F. 지엠케는 소련군 1,200만 명 사망, 민간인 700만 명 사망으로 총 1,900만 명이 사망했다고 추정한다. 그는 또한 1941년 가을부터 1943년 가을까지 전선이 2,400 마일 (3,900 km)보다 짧았던 적이 없다고 언급한다. 독일 교수 베아테 피셀러는 260만 명, 즉 소련군의 7.46%가 전쟁 후 장애를 갖게 되었다고 추정한다.

## 여론 조사
2015년 유고브가 실시한 여론조사에 따르면, 미국인의 11%, 프랑스인의 15%, 영국인의 15%, 독일인의 27%만이 소련이 제2차 세계 대전에서 나치 독일을 격파하는 데 가장 크게 기여했다고 믿었다. 이와 대조적으로, 1945년 5월에 실시된 여론조사에서는 프랑스 대중의 57%가 소련이 가장 큰 기여를 했다고 믿었다.

## 일반 및 인용된 참고 자료
- Brackman, Roman (2001), 《The Secret File of Joseph Stalin: A Hidden Life》, Frank Cass Publishers, ISBN 0-7146-5050-1
- Brent, Jonathan; Naumov, Vladimir (2004), 《Stalin's Last Crime: The Plot Against the Jewish Doctors, 1948–1953》, HarperCollins, ISBN 0-06-093310-0
- Dowling, Timothy C. (2014), 《Russia at War: From the Mongol Conquest to Afghanistan, Chechnya, and Beyond》, ABC-CLIO, ISBN 9781598849486
- Goldman, Stuart D. (2012). 《Nomonhan, 1939; The Red Army's Victory That Shaped World War II》. Naval Institute Press. ISBN 978-1-61251-098-9.
- Henig, Ruth Beatrice (2005), 《The Origins of the Second World War, 1933–41》, 라우틀리지, ISBN 0-415-33262-1
- Kuniholm, Bruce Robellet (2014), 《The Origins of the Cold War in the Near East: Great Power Conflict and Diplomacy in Iran, Turkey, and Greece》 revis판, Princeton University Press, ISBN 9781400855759
- Lee, Lily Xiao Hong (2016), 《World War Two: Crucible of the Contemporary World - Commentary and Readings》, 라우틀리지, ISBN 9781315489551
- Lewkowicz Nicolas, The German Question and the Origins of the Cold War (IPOC, Milan) (2008) ISBN 8895145275
- Merridale, Catherine (2006). 《Ivan's War: Life and Death in the Red Army, 1939–1945》. New York : Metropolitan Books. ISBN 978-0-312-42652-1. OCLC 60671899.
- Murphy, David E. (2006), 《What Stalin Knew: The Enigma of Barbarossa》, Yale University Press, ISBN 0-300-11981-X
- Nekrich, Aleksandr Moiseevich; Ulam, Adam Bruno; Freeze, Gregory L. (1997), 《Pariahs, Partners, Predators: German-Soviet Relations, 1922–1941》, Columbia University Press, ISBN 0-231-10676-9
- Pauwels, Jacques (2015), 《The Myth of the Good War: America in the Second World War》 seco판, James Lorimer & Company, ISBN 9781459408739
- Phillips, Sarah D. (2009). 《"There Are No Invalids in the USSR!": A Missing Soviet Chapter in the New Disability History》. 《Disability Studies Quarterly》 29 (Indiana University). doi:10.18061/dsq.v29i3.936.
- Poetschke, Hubert (2008), 《Memoirs from the Turbulent Years and Beyond: Analysis and Consequences of the World War II》, Xlibris Corporation, ISBN 9781453583401
- Roberts, Geoffrey (2006), 《Stalin's Wars: From World War to Cold War, 1939–1953》, Yale University Press, ISBN 0-300-11204-1
- Roberts, Geoffrey (2002), 《Stalin, the Pact with Nazi Germany, and the Origins of Postwar Soviet Diplomatic Historiography》 4 (4)
- Roberts, Geoffrey (1992), “The Soviet Decision for a Pact with Nazi Germany”, 《Soviet Studies》 55 (2): 57–78, doi:10.1080/09668139208411994, JSTOR 152247
- Rottman, Gordon (2007), 《Soviet Rifleman 1941–1945》, Osprey, ISBN 978-1846031274
- Roy, Kaushik (2022). 《Modern Insurgencies and Counterinsurgencies: A Global History》. Taylor & Francis. ISBN 9781000628753.
- Soviet Information Bureau (1948), 《Falsifiers of History (Historical Survey)》, 모스크바: Foreign Languages Publishing House, 272848
- Department of State (1948), 《Nazi-Soviet Relations, 1939–1941: Documents from the Archives of The German Foreign Office》, Department of State
- U.S. Government Printing Office (1971), 《Industrialized Building in the Soviet Union: a Report of the U.S. Delegation to the U.S.S.R.》 13
- Taubert, Fritz (2003), 《The Myth of Munich》, Oldenbourg Wissenschaftsverlag, ISBN 3-486-56673-3
- Varga-Harris, Christine (2015), 《Stories of House and Home: Soviet Apartment Life During the Khrushchev Years》, Cornell University Press, ISBN 9781501701849
- Watson, Derek (2000), “Molotov's Apprenticeship in Foreign Policy: The Triple Alliance Negotiations in 1939”, 《Europe-Asia Studies》 52 (4): 695–722, doi:10.1080/713663077, JSTOR 153322, S2CID 144385167
- Wells, Michael; Wells, Mike (2011), 《History for the IB Diploma: Causes, Practices and Effects of Wars》, Cambridge University Press, ISBN 9780521189316
- Wettig, Gerhard (2008), 《Stalin and the Cold War in Europe》, Rowman & Littlefield, ISBN 978-0-7425-5542-6
- Ziemke, Earl F. (1971). 《Stalingrad to Berlin: The German Defeat in the East》. Government Printing Office. ISBN 9780160882746.

### 국내 전선
- Abramov, Vladimir K. "Mordovia During the Second World War," Journal of Slavic Military Studies (2008) 21#2 pp 291–363.
- Annaorazov, Jumadurdy. "Turkmenistan during the Second World War," Journal of Slavic Military Studies (2012) 25#1 pp 53–64.
- Barber, John, and Mark Harrison. The Soviet Home Front: A Social and Economic History of the USSR in World War II, Longman, 1991.
- Berkhoff, Karel C. Harvest of Despair: Life and Death in Ukraine Under Nazi Rule. Harvard U. Press, 2004. 448 pp.
- Braithwaite, Rodric. Moscow 1941: A City and Its People at War (2006)
- Carmack, Roberto J.  Kazakhstan in World War II: Mobilization and Ethnicity in the Soviet Empire (University Press of Kansas, 2019) online review
- Dallin, Alexander. Odessa, 1941–1944: A Case Study of Soviet Territory under Foreign Rule. Portland: Int. Specialized Book Service, 1998. 296 pp.
- Ellmana, Michael, and S. Maksudovb. "Soviet deaths in the great patriotic war: A note," Europe-Asia Studies (1994) 46#4 pp 671–680 doi:10.1080/09668139408412190
- Glantz, David M. (2001). 《The Siege of Leningrad, 1941–1944: 900 Days of Terror》. Zenith. ISBN 978-0-7603-0941-4.
- Goldman, Wendy Z., and Donald Filtzer. Fortress Dark and Stern: The Soviet Home Front During World War II (Oxford University Press, 2021). online review
- Goldman, Wendy Z., and Donald Filtzer. Hunger and War: Food Provisioning in the Soviet Union during World War II (Indiana UP, 2015)
- Hill, Alexander. "British Lend-Lease Aid and the Soviet War Effort, June 1941 – June 1942," Journal of Military History (2007) 71#3 pp 773–808.
- Overy, Richard. Russia's War: A History of the Soviet Effort: 1941–1945 (1998) 432pp excerpt and txt search
- Reese, Roger R. "Motivations to Serve: The Soviet Soldier in the Second World War," Journal of Slavic Military Studies (2007) 10#2 pp 263–282.
- Thurston, Robert W.; Bernd Bonwetsch (2000). 《The People's War: Responses to World War II in the Soviet Union》. U. of Illinois Press. 84쪽. ISBN 978-0-252-02600-3.
- Vallin, Jacques; Meslé, France; Adamets, Serguei; and Pyrozhkov, Serhii. "A New Estimate of Ukrainian Population Losses During the Crises of the 1930s and 1940s." Population Studies (2002) 56(3): 249–264. JSTOR 3092980 Reports life expectancy at birth fell to a level as low as ten years for females and seven for males in 1933 and plateaued around 25 for females and 15 for males in the period 1941–44.

#### 주요 자료
- Bidlack, Richard; Nikita Lomagin, 편집. (2012년 6월 26일). 《The Leningrad Blockade, 1941–1944: A New Documentary History from the Soviet Archives》. Yale U.P. ISBN 978-0300110296.
- Hill, Alexander, ed. The Great Patriotic War of the Soviet Union, 1941–45: A Documentary Reader (2011) 368pp

### 역사학
- Edele, Mark. "Fighting Russia's History Wars: Vladimir Putin and the Codification of World War II". History and Memory (2017) 29#2:90-124
- Havlat, Denis. "Western Aid for the Soviet Union During World War II: Part I". Journal of Slavic Military Studies 30.2 (2017): 290–320.
  - Havlat, Denis. "Western Aid for the Soviet Union During World War II: Part II". Journal of Slavic Military Studies 30.4 (2017): 561–601. Argues the supplies made a decisive contribution to Soviet victory, despite denials by Stalinist historians.
- Uldricks, Teddy J. "War, Politics and Memory: Russian Historians Reevaluate the Origins of World War II". History and Memory 21#2 (2009), pp. 60–82. JSTOR 10.2979/his.2009.21.2.60. Historiography.
- Weiner, Amir. "The making of a dominant myth: The Second World War and the construction of political identities within the Soviet polity." Russian Review 55.4 (1996): 638–660. JSTOR 131868.